# ノルウェー系アメリカ人
ノルウェー系アメリカ人（英語: Norwegian American、ノルウェー語: norskamerikanere）は、ノルウェー人を祖先に持つアメリカ人を指す。アメリカ合衆国が行った直近の国勢調査によると450万人以上を数え、そのほとんどは上中西部に居住。現在、アメリカ国内のノルウェー系アメリカ人の人口と、ノルウェー本国の人口はほぼ同数とされている。

## アメリカ合衆国におけるノルウェー人

### 歴史

#### ヴァイキング時代の探検
グリーンランドおよびアイスランド出身のノース人は、北アメリカ大陸に初めて到達したヨーロッパ人である。1000年頃、レイフ・エリクソンがグリーンランドに定住しており、その後グリーンランド出身の入植者がヴィンランドのランス・オ・メドー（現在のカナダ、ニューファンドランド・ラブラドール州北西端）に入植した。なお、現地民との衝突やノース人同士での諍いが絶えなかったため、こうした植民は永続的な入植には至っていない。

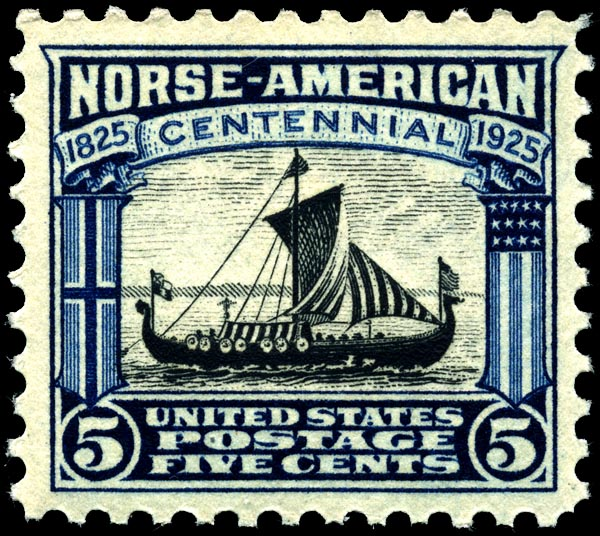
ノルウェー系移民100周年を祝う、ヴァイキング船をあしらったアメリカ合衆国の郵便切手

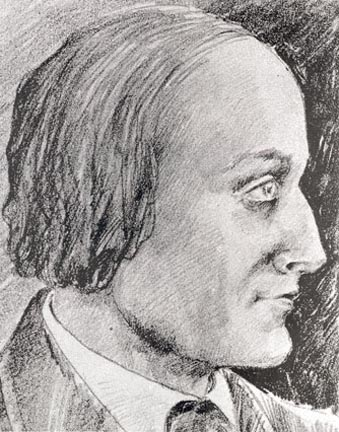
クレンク・ピアソン

#### 植民地への定住
17世紀前半に、ニューアムステルダム（1664年以降ニューヨーク）にノルウェー人が定住する。ベルゲン出身のハンス・ハンセン・ベルゲンは、ニューアムステルダムのオランダ植民地に最初期に移住（1633年）した人物の1人であった。他に最初期に入植したノルウェー人としては、1637年同地に到達したアルベルト・アンドリエッセン・ブラットらがいる。
1664年にイギリスが掌握するまで、マンハッタン地区には約60名が入植しているが、ノルウェー人が何名ニューネーデルランド（ハドソン川上流、現在のオルバニー）に定住したかは不明。オランダ（就中アムステルダム及びホールン）は17世紀、ノルウェーの沿岸部において木材貿易を積極的に展開しており、アムステルダムに移住したノルウェー人は多い。
その中には決して数は多くないものの、オランダ植民地に定住した者もいる。また、18世紀前半にペンシルベニア州、同世紀後半にはニューヨーク州北部に定住した例もある。

#### 組織的移住

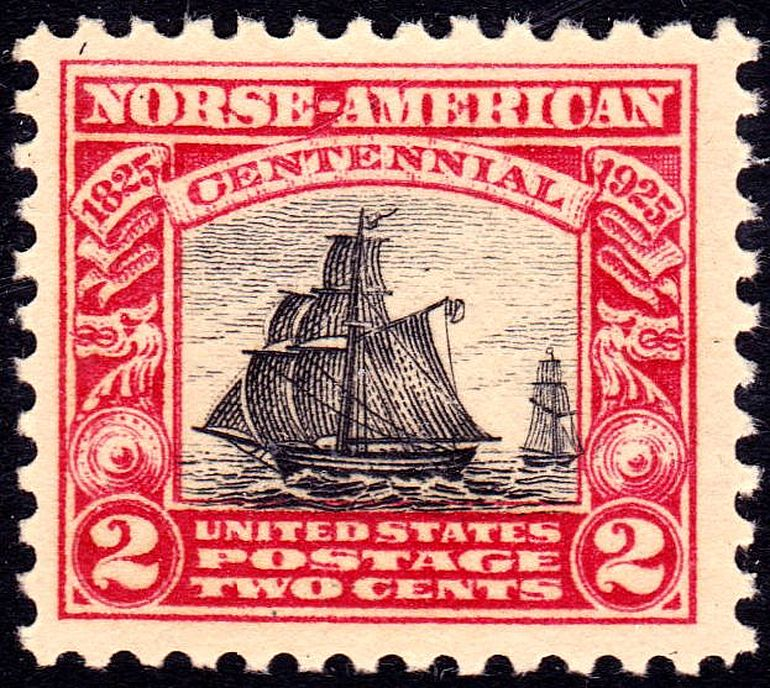
レストレーション号をあしらった、アメリカ合衆国のノルウェー系移民100周年記念切手

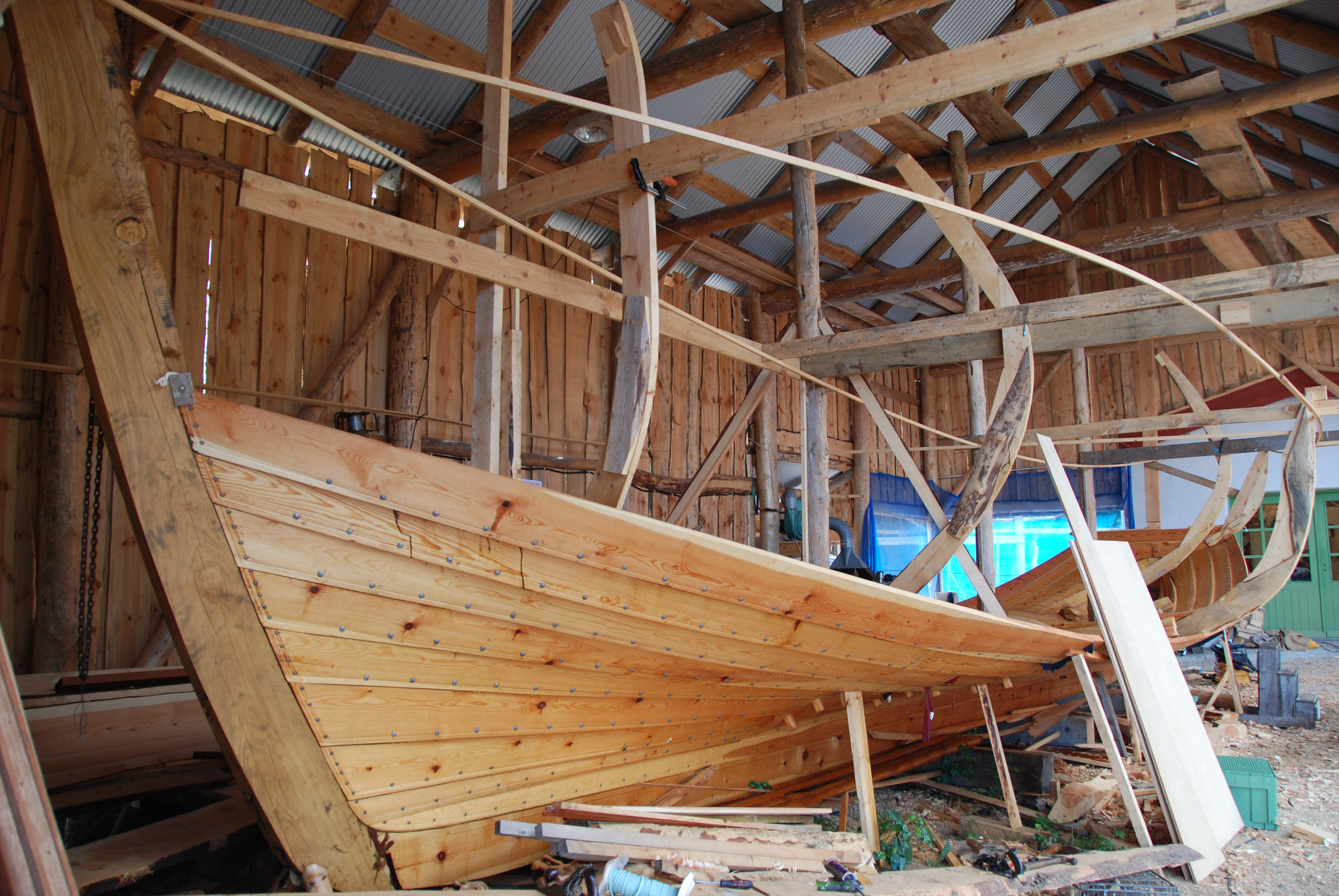
レストレーション号のレプリカント（ノルウェー・フィネイにて）

北米への組織的な移住は1825年に始まっており、ノルウェー人52名 がクレンク・ピアソン指導の下、スループ、レストーレーション号に乗ってスタヴァンゲルから同地に向けて出航。これは就中、クエーカー及びハウゲ運動に対する宗教弾圧に端を発するものであり、「ノルウェーのメイフラワー号」とも呼ばれる所以である。また、その子孫は今なお「スルーパー」と呼ばれている
ともあれレストーレーション号は一旦ニューヨークに上陸するも、収容限度を越えていたため拘留を余儀無くされる。ジョン・アダムズ大統領の介入を経て、一行はアンドレアス・ストランゲランの支援によりケンダルに移動、途中エリー運河の開通を目の当たりにした。
なお、こうした移民の多くはケンダル入植地からイリノイ州やウィスコンシン州に居を移す。クレンク・ピアソンはノルウェー系移民の代表格となったが、1865年にテキサス州クランフィルズ・ギャップ近くのノルウェー人入植地で死去。
この間、65名のノルウェー人がスウェーデンの港などを経由して移住した一方、1836年までノルウェーを出港した移民船はなかった。1837年には、移民団がティンからヨーテボリを経てフォックス川入植地（現在のイリノイ州シェリダン付近）に定住したとの文書が残されている。
50万名近くに上るノルウェー系移民の大多数は、カナダのケベック港を経由してアメリカ合衆国に到着。イギリス政府が1849年に航海法を廃止したことにともない、翌1850年以降カナダも選択肢の一つとなったためである。
ほとんどの船は本来、ノルウェーの港からケベックへ直通していたが、やがては同地からキングストン・アポン・ハルのようなイギリス北海に面する港を目指す船が増えていった。移民はリバプールまで陸路で移動し、そこから船に乗り大西洋横断へと乗り出す事となる。
いずれにせよ、カナダを経由する路線は、アメリカ合衆国に直行するよりも多くの利点があった。鉄道にせよ蒸気船にせよ、100マイル以上（1600km）余分に移動してでも、9ドル弱の操舵料が節約出来たためである。ケベックを発った蒸気船はトロントへ到着し、その後鉄道でヒューロン湖沿岸部まで93マイル（150km）移動、そこから蒸気船でミシガン湖を縦断しシカゴやミルウォーキーなどへと散っていった。
20世紀初頭になって初めて、ノルウェー人はカナダを第2のチャンスの地として受け入れるようになる。これは農場や新たな経済的機会を求めてカナダへやって来た、多くのノルウェー系アメリカ人についても同様であった。1921年までには、カナダに居住する全ノルウェー人の3分の1がアメリカ合衆国生まれとする事からも分かるであろう。
アメリカ合衆国内に留まったノルウェー系移民も、凶作が相俟って手持ちの農業資源では人口増加に太刀打ち出来ず、ホームステッド法が肥沃な土地を約束していた事もあり、西進が流行。前述の通り、初期こそペンシルベニア州やイリノイ州に定住していたが、ウィスコンシン州やミネソタ州、ダコタ地域へと西進を重ねていった。
これとは別に、後にアメリカ合衆国へやって来たノルウェー系移民は、モルモン教への改宗が成った事もあり、ワシントンやオレゴン、ユタの各州に移動。1825年から1925年にかけては、80万人以上が北米へと移住している。ノルウェーの総人口の約3分の1がアメリカ合衆国、その他がカナダ自治領へ足を伸ばしており、アイスランドを除いて、ノルウェーよりもアメリカ合衆国の人口の割合が大きい国は存在しない。

### 定住生活

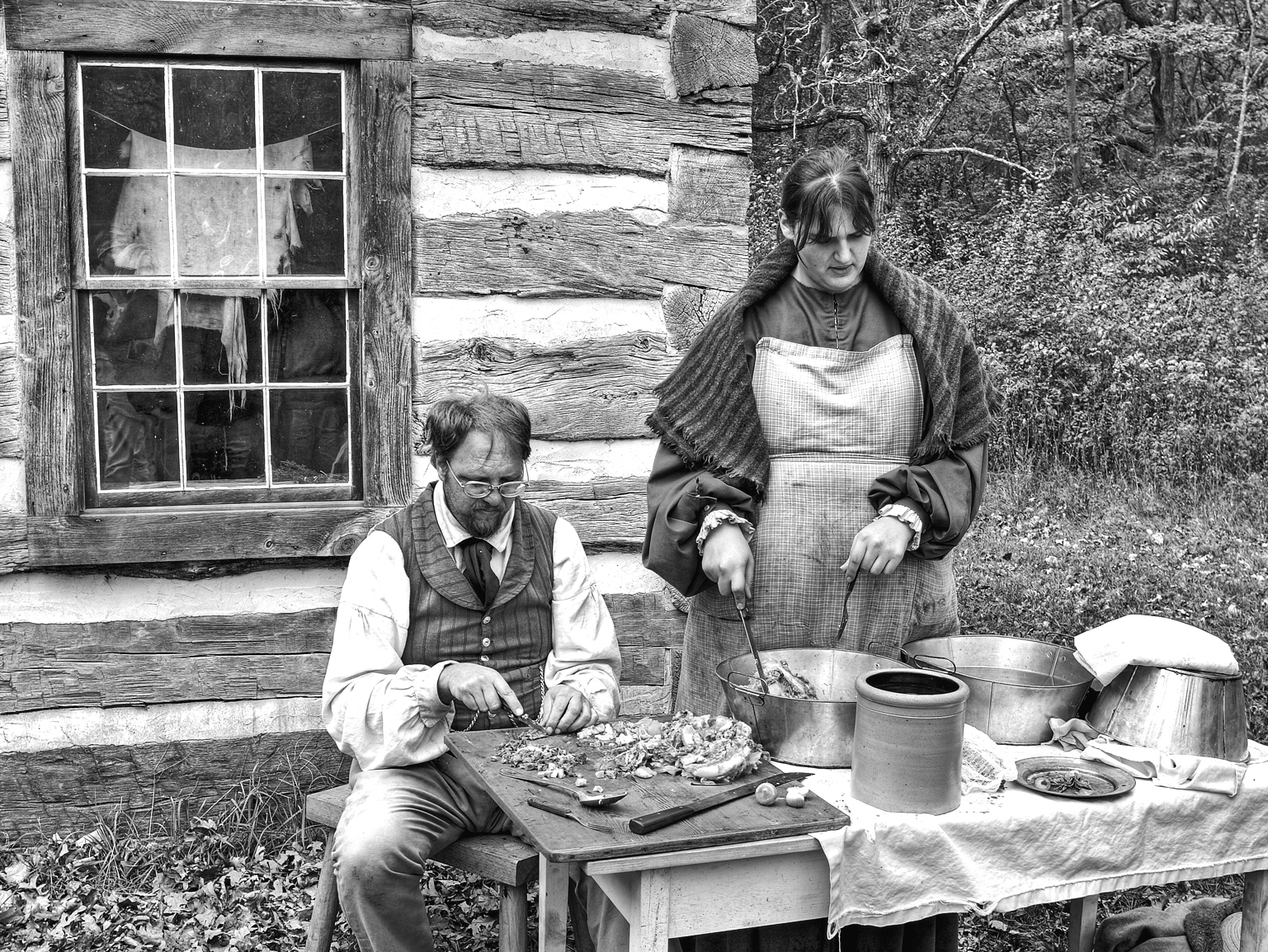
ヘッドチーズをつくるノルウェー人農夫（2006年の再現写真。ウィスコンシン州にて）

いわゆる「スルーパー」と呼ばれる開拓移民の大多数は、アメリカ人クエーカー教徒の手厚い奉仕に支えられ、ニューヨーク州西部のオーリンズ郡へ赴き、現在のケンダル郡区に定住する事となる。ケンダルの入植者は1830年代半ば、イリノイ州フォックス川地域への入植を皮切りに、ノルウェー人による西漸運動へ刺激を与えた。同時期、ノルウェー人の小規模な都市コロニーがシカゴに初めて建設されるに至る。
移民入植地においても、1836年以降毎月やって来るノルウェー人ニューカマーを迎え入れる体制が整備。ノルウェー人開拓者はイリノイ州からウィスコンシン州北西部へと勢力を広げ、ウィスコンシン州に至っては南北戦争まで、ノルウェー系アメリカ人の活動の中心地であり続けた。
1850年代にはアイオワ、ミネソタ両州へ移動を始め、ダコタ地域への流入が1870年代までには進行する事となる。農業植民者の大部分はミシシッピ、ミズーリ両河川に跨る、いわゆる「ホームステッド法三角形」の北部地域を開発していった。
その後、上中西部がほとんどの移民の本拠地となり、1910年には100万人以上ものノルウェー系アメリカ人の約8割が同地に居住。1990年に入ってもその半数強が中西部に住み、ミネソタ州が最大数を誇る事となる。就中ミネアポリスは物心両面にわたり、ノルウェー系アメリカ人の「首都」として機能した。
太平洋岸北西部のピュージェット湾地域、とりわけシアトルにおいて移民生活の中心地が形成され、その他アラスカ、テキサス、カリフォルニア、ワシントンおよびノースダコタの各州やニューヨーク・ブルックリンでも同様の動きが見られた。
ブルックリンやシカゴ、ミネアポリスの他シアトルでは、ノルウェー系アメリカ人が複雑な民族共同体を形成する一方、多文化主義的な環境にも直面した。居住・職業パターンや政治的動員などに示されているように、ノルウェー人やスウェーデン人、デンマーク人によるスカンジナビアの「人種のるつぼ」が存在していたと言えるかもしれない。
異民族間の結婚は現地社会への同化を促した。アメリカ国内の大都市では、ノルウェー系移民の地区がもはや存在しないことからも窺えるであろう。1920年代初頭以降、郊外への移住が増加したため、アメリカ人以上にアメリカ人的と見る向きもある。

### 現況

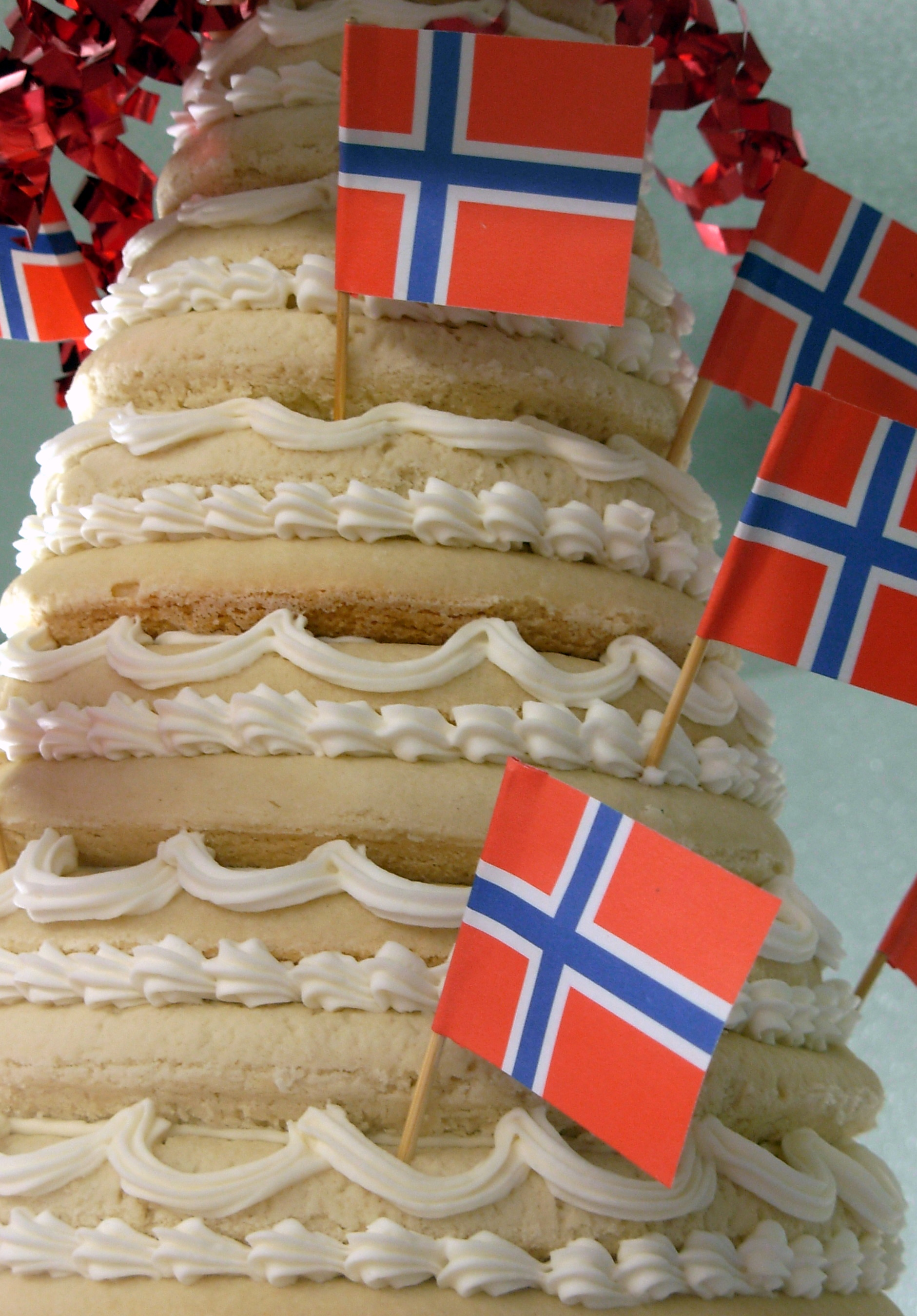
ノルウェーの国旗を飾り付けたクランセカーケ（ミネソタ州オルムステッド郡ロチェスターでの祭にて）

現在国内にノルウェー人を祖先に持つ者が450万人以上もいるが、このうち約300万人が、唯一ないしは第一の祖先として「ノルウェー人」を挙げている。ノルウェー系アメリカ人の21％はワシントンやオレゴン、カリフォルニアといった大西洋岸の各州に居住するものの、55％が中西部に住む。

#### ノルウェーとの関係
ノルウェー系アメリカ人は祖国との結束力が強く、自然災害や困窮に見舞われた際には、救援物資の提供を惜しまない。また、集められた募金も遅延無く届けられている。
しかしながら、ノルウェーの政治に直接関与したのは、諍いが絶えなかったスウェーデン＝ノルウェーの時代のみである。例えば1880年代にノルウェーのリベラル派支援団体を結成、保守派との対峙に一役買うこととなる。
また、スウェーデンとノルウェーとの間の緊張や、1895年にノルウェーが屈辱的な退却を喫した事により、民族主義が急激な高まりを見せた。こうした中、ノルウェーの防衛力強化に向け募金活動を行うが、1905年6月7日、ノルウェーは遂にスウェーデンとの連合解消を一方的に宣言するに至る。

## 人口動態
| 年   | アメリカ合衆国 | ノルウェー系アメリカ人 | ％   |
| ---- | -------------- | ---------------------- | ---- |
| 1850 | 23,191,876     | 13,000                 | 0.0% |
| 1910 | 92,228,496     | 1,000,000              | 1.0% |
| 1980 | 226,545,805    | 3,453,839              | 1.5% |
| 1990 | 248,709,873    | 3,869,395              | 1.5% |
| 2000 | 281,421,906    | 4,477,725              | 1.6% |
| 2009 | 304,059,728    | 4,642,526              | 1.5% |

| 年/期間          | 移民数  |
| ---------------- | ------- |
| 1836–1840        | 1,200   |
| 1841–1845        | 5,000   |
| 1846–1850        | 12,000  |
| 1851–1855        | 20,270  |
| 1856–1860        | 15,800  |
| 1861             | 8,900   |
| 1862             | 5,250   |
| 1863             | 1,100   |
| 1864             | 4,300   |
| 1865             | 4,000   |
| 1866             | 15,455  |
| 1867             | 12,828  |
| 1868             | 13,209  |
| 1869             | 18,055  |
| 1870             | 14,788  |
| 1871             | 12,055  |
| 1872             | 13,081  |
| 1873             | 9,998   |
| 1874             | 4,565   |
| 1875             | 3,972   |
| 1876             | 4,313   |
| 1877             | 3,195   |
| 1878             | 4,833   |
| 1879             | 7,607   |
| 1880             | 19,615  |
| 1881             | 25,956  |
| 1882             | 28,788  |
| 1883             | 22,167  |
| 1884             | 14,762  |
| 1885             | 13,971  |
| 1886             | 15,123  |
| 1887             | 20,729  |
| 1888             | 21,431  |
| 1889             | 12,624  |
| 1890             | 10,969  |
| 1891             | 13,335  |
| 1892             | 17,040  |
| 1893             | 18,766  |
| 1894             | 11,876  |
| 1895             | 6,161   |
| 1896             | 6,607   |
| 1897             | 4,583   |
| 1898             | 4,819   |
| 1899             | 6,517   |
| 1900             | 10,786  |
| (2010)           | 1,100   |
| 総計 (1836–1900) | 522,453 |

## 州別に見る人口分布
| 地域                               | 中西部    | 西部      | 南部    | 北東部  |
| ---------------------------------- | --------- | --------- | ------- | ------- |
| 数                                 | 2,273,683 | 1,552,462 | 545,699 | 266,881 |
| 総人口に占める割合                 | 3.4%      | 2.1%      | 0.5%    | 0.4%    |
| ノルウェー系アメリカ人に占める割合 | 49.4%     | 32.9%     | 12.0%   | 5.4%    |

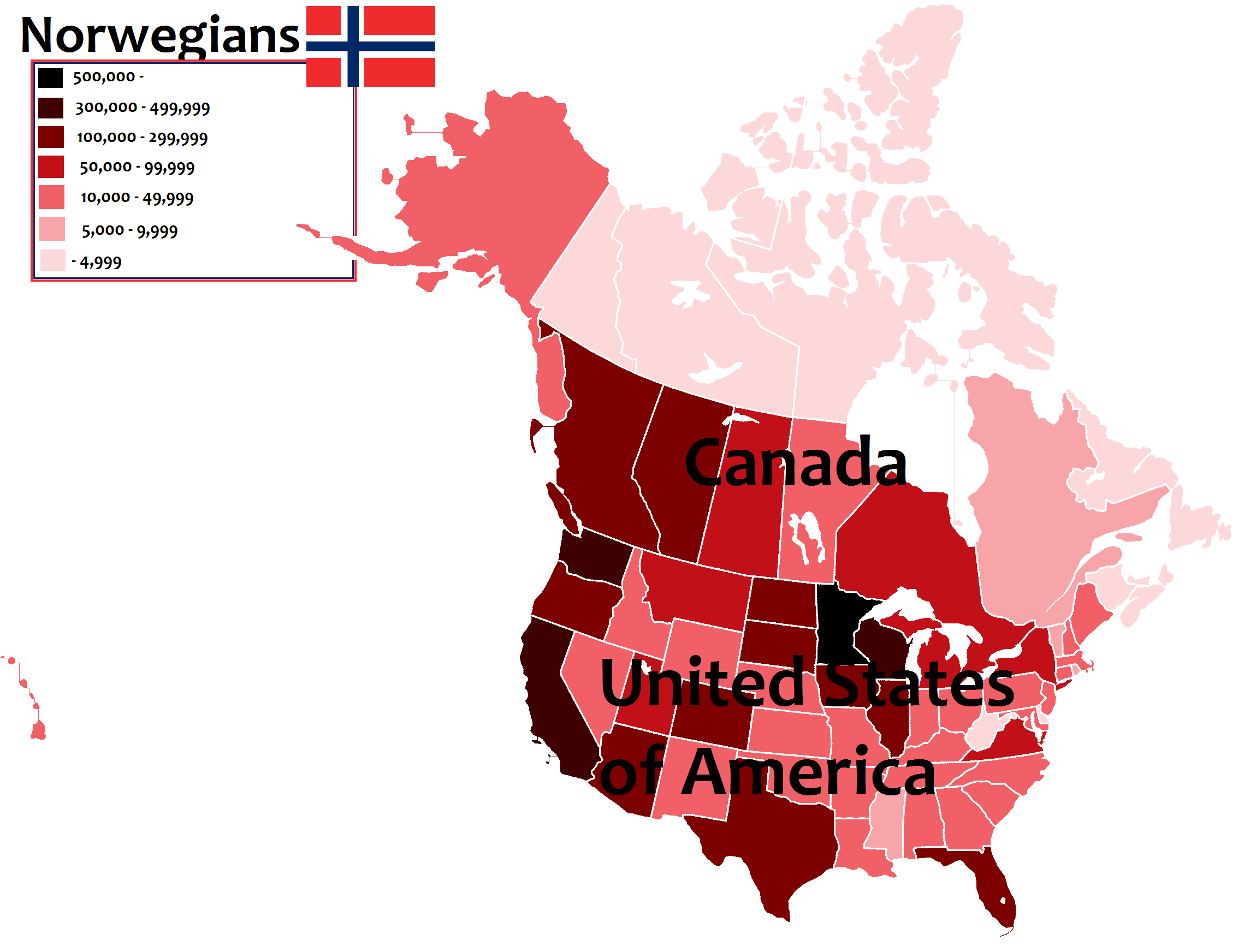
ワシントンD.C.を含む米加両国の各州・準州におけるノルウェー系アメリカ人の数を記した地図

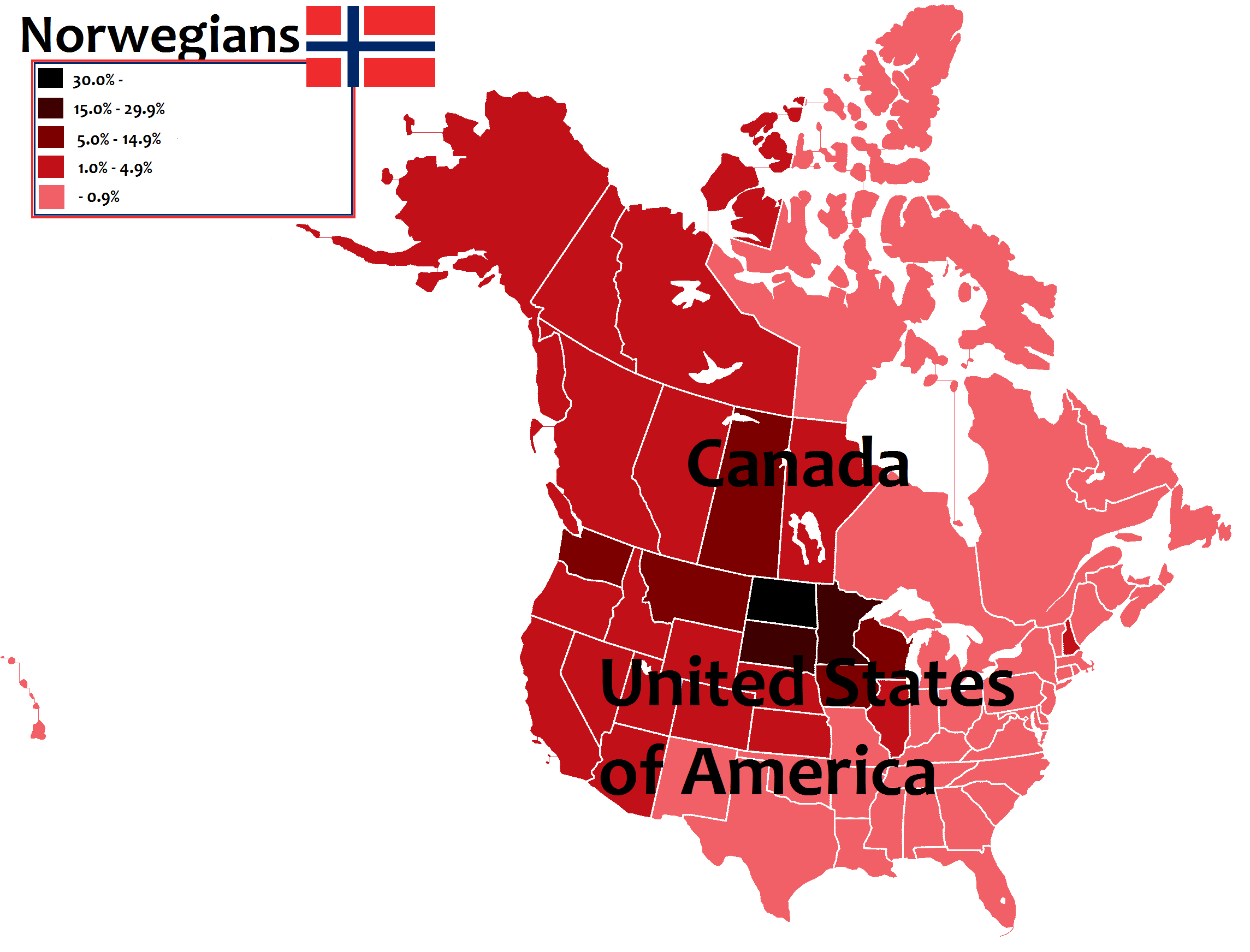
ワシントンD.C.を含む米加両国の各州・準州におけるノルウェー系アメリカ人の割合を記した地図

州別のノルウェー系アメリカ人の数・割合については以下の通り。
| 州                   | 数        | ％    |
| -------------------- | --------- | ----- |
| アメリカ             | 4,642,526 | 1.5%  |
| ミネソタ州           | 868,361   | 16.5% |
| ウィスコンシン州     | 466,469   | 8.2%  |
| カリフォルニア州     | 412,177   | 1.1%  |
| ワシントン州         | 410,818   | 6.2%  |
| ノースダコタ州       | 199,154   | 30.8% |
| アイオワ州           | 173,640   | 5.8%  |
| イリノイ州           | 171,745   | 1.3%  |
| オレゴン州           | 164,676   | 4.3%  |
| テキサス州           | 129,081   | 0.5%  |
| アリゾナ州           | 124,618   | 1.9%  |
| コロラド州           | 119,164   | 2.4%  |
| フロリダ州           | 117,444   | 0.6%  |
| サウスダコタ州       | 113,543   | 14.0% |
| ニューヨーク州       | 92,796    | 0.5%  |
| モンタナ州           | 90,425    | 9.3%  |
| ミシガン州           | 86,872    | 0.9%  |
| ユタ州               | 70,946    | 2.5%  |
| バージニア州         | 49,826    | 0.6%  |
| アイダホ州           | 47,891    | 3.1%  |
| ペンシルベニア州     | 47,839    | 0.4%  |
| ノースカロライナ州   | 47,136    | 0.5%  |
| ミズーリ州           | 45,428    | 0.8%  |
| ニュージャージー州   | 44,010    | 0.5%  |
| オハイオ州           | 42,658    | 0.4%  |
| ネブラスカ州         | 39,921    | 2.2%  |
| ネバダ州             | 38,154    | 1.4%  |
| ジョージア州         | 35,881    | 0.4%  |
| マサチューセッツ州   | 34,355    | 0.5%  |
| インディアナ州       | 33,650    | 0.5%  |
| カンザス州           | 32,242    | 1.1%  |
| メリーランド州       | 31,020    | 0.5%  |
| アラスカ州           | 30,366    | 4.3%  |
| テネシー州           | 28,009    | 0.4%  |
| オクラホマ州         | 23,507    | 0.6%  |
| コネチカット州       | 18,403    | 0.5%  |
| ニューメキシコ州     | 18,078    | 0.9%  |
| アラバマ州           | 17,230    | 0.4%  |
| ワイオミング州       | 16,900    | 3.1%  |
| サウスカロライナ州   | 14,916    | 0.3%  |
| アーカンソー州       | 13,293    | 0.5%  |
| ケンタッキー州       | 12,345    | 0.3%  |
| ニューハンプシャー州 | 11,229    | 0.8%  |
| ルイジアナ州         | 11,128    | 0.2%  |
| メイン州             | 9,008     | 0.7%  |
| ハワイ州             | 8,249     | 0.6%  |
| ミシシッピ州         | 6,226     | 0.2%  |
| デラウェア州         | 4,777     | 0.5%  |
| ロードアイランド州   | 4,697     | 0.4%  |
| バーモント州         | 4,544     | 0.7%  |
| ウェストバージニア州 | 3,880     | 0.2%  |
| コロンビア特別区     | 3,801     | 0.6%  |
| プエルトリコ         | 172       | 0.0%  |

| 州                   | 数 (1980) | ％ (1980) | 数 (1990) | ％ (1990) | 数 (2000) | ％ (2000) | 数 (2009) | ％ (2009) |
| -------------------- | --------- | --------- | --------- | --------- | --------- | --------- | --------- | --------- |
| アメリカ             | 3,453,839 | 1.8%      | 3,869,395 | 1.5%      | 4,477,725 | 1.6%      | 4,642,526 | 1.5%      |
| ミネソタ州           | 712,258   | 19.1%     | 757,212   | 17.3%     | 850,742   | 17.3%     | 868,361   | 16.5%     |
| ウィスコンシン州     | 391,650   | 9.1%      | 416,271   | 8.5%      | 454,831   | 8.5%      | 466,469   | 8.2%      |
| カリフォルニア州     | 367,949   | 1.7%      | 411,282   | 1.3%      | 436,128   | 1.3%      | 412,177   | 1.1%      |
| ワシントン州         | 286,077   | 8.1%      | 333,521   | 6.8%      | 367,508   | 6.2%      | 410,818   | 6.2%      |
| ノースダコタ州       | 184,265   | 30.1%     | 189,106   | 29.6%     | 193,158   | 30.1%     | 199,154   | 30.8%     |
| アイオワ州           | 153,187   | 6.0%      | 152,084   | 5.4%      | 166,667   | 5.7%      | 173,640   | 5.8%      |
| イリノイ州           | 167,995   | 1.7%      | 167,003   | 1.4%      | 178,923   | 1.4%      | 171,745   | 1.3%      |
| オレゴン州           | 113,290   | 5.1%      | 124,216   | 4.3%      | 147,262   | 4.3%      | 164,676   | 4.3%      |
| テキサス州           | 65,335    | 0.5%      | 94,096    | 0.5%      | 118,968   | 0.6%      | 129,081   | 0.5%      |
| アリゾナ州           | 44,011    | 1.8%      | 70,940    | 1.9%      | 106,771   | 2.1%      | 124,618   | 1.9%      |
| コロラド州           | 59,948    | 2.3%      | 75,646    | 2.2%      | 109,744   | 2.6%      | 119,164   | 2.4%      |
| フロリダ州           | 56,567    | 0.7%      | 90,375    | 0.6%      | 114,687   | 0.7%      | 117,444   | 0.6%      |
| サウスダコタ州       | 98,995    | 15.8%     | 106,361   | 15.2%     | 115,292   | 15.3%     | 113,543   | 14.0%     |
| ニューヨーク州       | 94,083    | 0.6%      | 90,158    | 0.5%      | 90,524    | 0.5%      | 92,796    | 0.5%      |
| モンタナ州           | 82,579    | 12.0%     | 86,460    | 10.8%     | 95,525    | 10.6%     | 90,425    | 9.3%      |
| ミシガン州           | 72,084    | 0.8%      | 72,261    | 0.7%      | 85,753    | 0.9%      | 86,872    | 0.9%      |
| ユタ州               | 30,053    | 2.3%      | 36,178    | 2.0%      | 60,567    | 2.7%      | 70,946    | 2.5%      |
| バージニア州         | 24,409    | 0.5%      | 35,815    | 0.5%      | 46,877    | 0.7%      | 49,826    | 0.6%      |
| アイダホ州           | 27,840    | 3.4%      | 32,956    | 3.2%      | 46,308    | 3.6%      | 47,891    | 3.1%      |
| ペンシルベニア州     | 25,447    | 0.2%      | 31,146    | 0.2%      | 38,869    | 0.3%      | 47,839    | 0.4%      |
| ノースカロライナ州   | 10,775    | 0.2%      | 20,184    | 0.3%      | 32,627    | 0.4%      | 47,136    | 0.5%      |
| ミズーリ州           | 23,580    | 0.5%      | 29,531    | 0.5%      | 40,887    | 0.7%      | 45,428    | 0.8%      |
| ニュージャージー州   | 42,697    | 0.6%      | 46,991    | 0.6%      | 48,403    | 0.6%      | 44,010    | 0.5%      |
| オハイオ州           | 27,410    | 0.3%      | 31,911    | 0.2%      | 41,537    | 0.4%      | 42,658    | 0.4%      |
| ネブラスカ州         | 27,522    | 1.9%      | 30,533    | 1.9%      | 39,536    | 2.3%      | 39,921    | 2.2%      |
| ネバダ州             | 14,531    | 2.1%      | 23,229    | 1.9%      | 38,353    | 1.9%      | 38,154    | 1.4%      |
| ジョージア州         | 12,214    | 0.3%      | 21,388    | 0.3%      | 33,858    | 0.4%      | 35,881    | 0.4%      |
| マサチューセッツ州   | 29,015    | 0.5%      | 30,726    | 0.5%      | 36,106    | 0.6%      | 34,355    | 0.5%      |
| インディアナ州       | 21,725    | 0.5%      | 25,978    | 0.4%      | 34,174    | 0.6%      | 33,650    | 0.5%      |
| カンザス州           | 18,635    | 0.9%      | 21,878    | 0.8%      | 29,773    | 1.1%      | 32,242    | 1.1%      |
| メリーランド州       | 18,783    | 0.5%      | 22,520    | 0.4%      | 27,131    | 0.5%      | 31,020    | 0.5%      |
| アラスカ州           | 15,100    | 4.6%      | 23,087    | 4.1%      | 26,439    | 4.2%      | 30,366    | 4.3%      |
| テネシー州           | 9,122     | 0.2%      | 12,098    | 0.2%      | 21,654    | 0.4%      | 28,009    | 0.4%      |
| オクラホマ州         | 14,065    | 0.6%      | 17,401    | 0.5%      | 21,923    | 0.6%      | 23,507    | 0.6%      |
| コネチカット州       | 18,157    | 0.6%      | 19,004    | 0.5%      | 21,693    | 0.6%      | 18,403    | 0.5%      |
| ニューメキシコ州     | 9,909     | 0.8%      | 13,936    | 0.9%      | 18,088    | 1.0%      | 18,078    | 0.9%      |
| アラバマ州           | 6,521     | 0.2%      | 8,489     | 0.2%      | 13,779    | 0.3%      | 17,230    | 0.4%      |
| ワイオミング州       | 15,263    | 3.8%      | 18,047    | 3.9%      | 21,204    | 4.3%      | 16,900    | 3.1%      |
| サウスカロライナ州   | 5,897     | 0.2%      | 9,170     | 0.2%      | 14,279    | 0.4%      | 14,916    | 0.3%      |
| アーカンソー州       | 6,185     | 0.3%      | 8,778     | 0.3%      | 13,046    | 0.5%      | 13,293    | 0.5%      |
| ケンタッキー州       | 5,693     | 0.2%      | 7,355     | 0.1%      | 10,826    | 0.3%      | 12,345    | 0.3%      |
| ニューハンプシャー州 | 5,592     | 0.7%      | 8,401     | 0.7%      | 10,301    | 0.8%      | 11,229    | 0.8%      |
| ルイジアナ州         | 8,121     | 0.2%      | 9,510     | 0.2%      | 11,520    | 0.3%      | 11,128    | 0.2%      |
| メイン州             | 5,472     | 0.5%      | 7,256     | 0.5%      | 9,827     | 0.8%      | 9,008     | 0.7%      |
| ハワイ州             | 7,707     | 0.8%      | 9,054     | 0.8%      | 9,632     | 0.8%      | 8,249     | 0.6%      |
| ミシシッピ州         | 3,384     | 0.1%      | 4,052     | 0.1%      | 7,088     | 0.2%      | 6,226     | 0.2%      |
| デラウェア州         | 2,511     | 0.5%      | 3,036     | 0.4%      | 3,941     | 0.5%      | 4,777     | 0.5%      |
| ロードアイランド州   | 3,560     | 0.4%      | 4,010     | 0.3%      | 4,307     | 0.4%      | 4,697     | 0.4%      |
| バーモント州         | 2,454     | 0.5%      | 3,537     | 0.6%      | 4,498     | 0.7%      | 4,544     | 0.7%      |
| ウェストバージニア州 | 2,211     | 0.1%      | 2,598     | 0.1%      | 3,855     | 0.2%      | 3,880     | 0.2%      |
| コロンビア特別区     | 2,006     | 0.3%      | 2,620     | 0.4%      | 2,336     | 0.4%      | 3,801     | 0.6%      |
| プエルトリコ         |           |           |           |           | 318       | 0.0%      | 172       | 0.0%      |

## ノルウェー系の割合が多いアメリカ国内の自治体
ノルウェー人の祖先を持つと主張する市民の割合が多い、アメリカ国内の自治体上位10位は以下の通りである

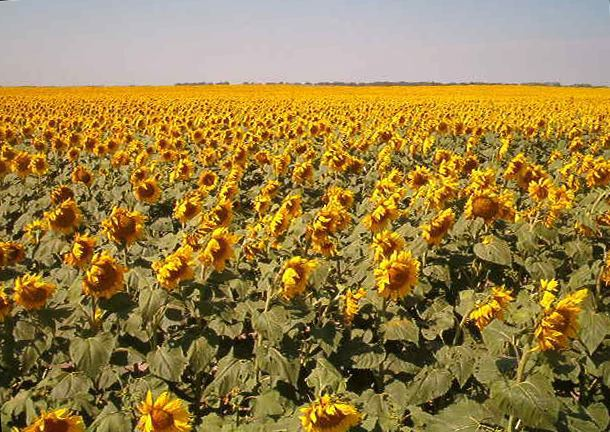
ノースダコタ州メイヴィル

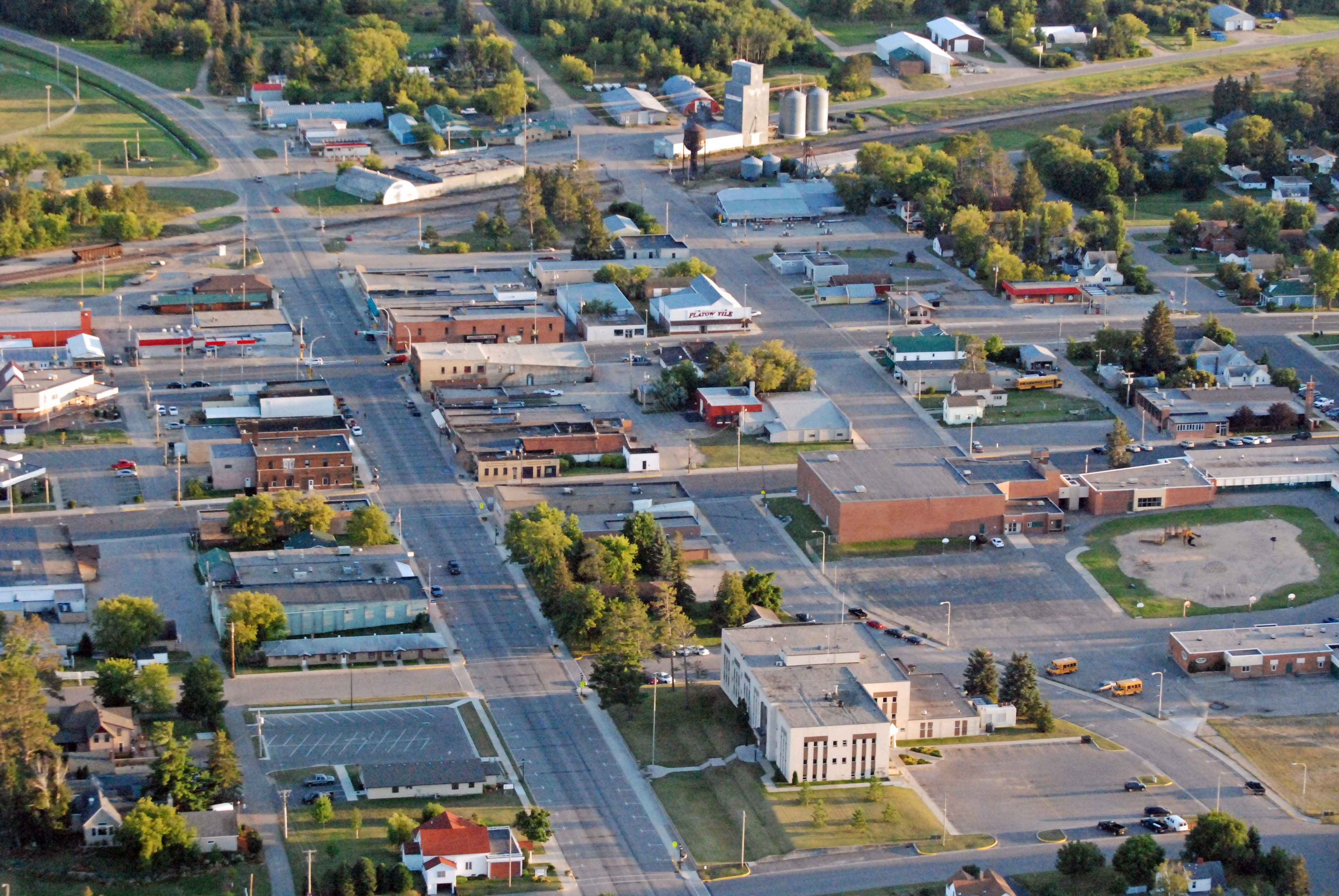
ミネソタ州バグリー

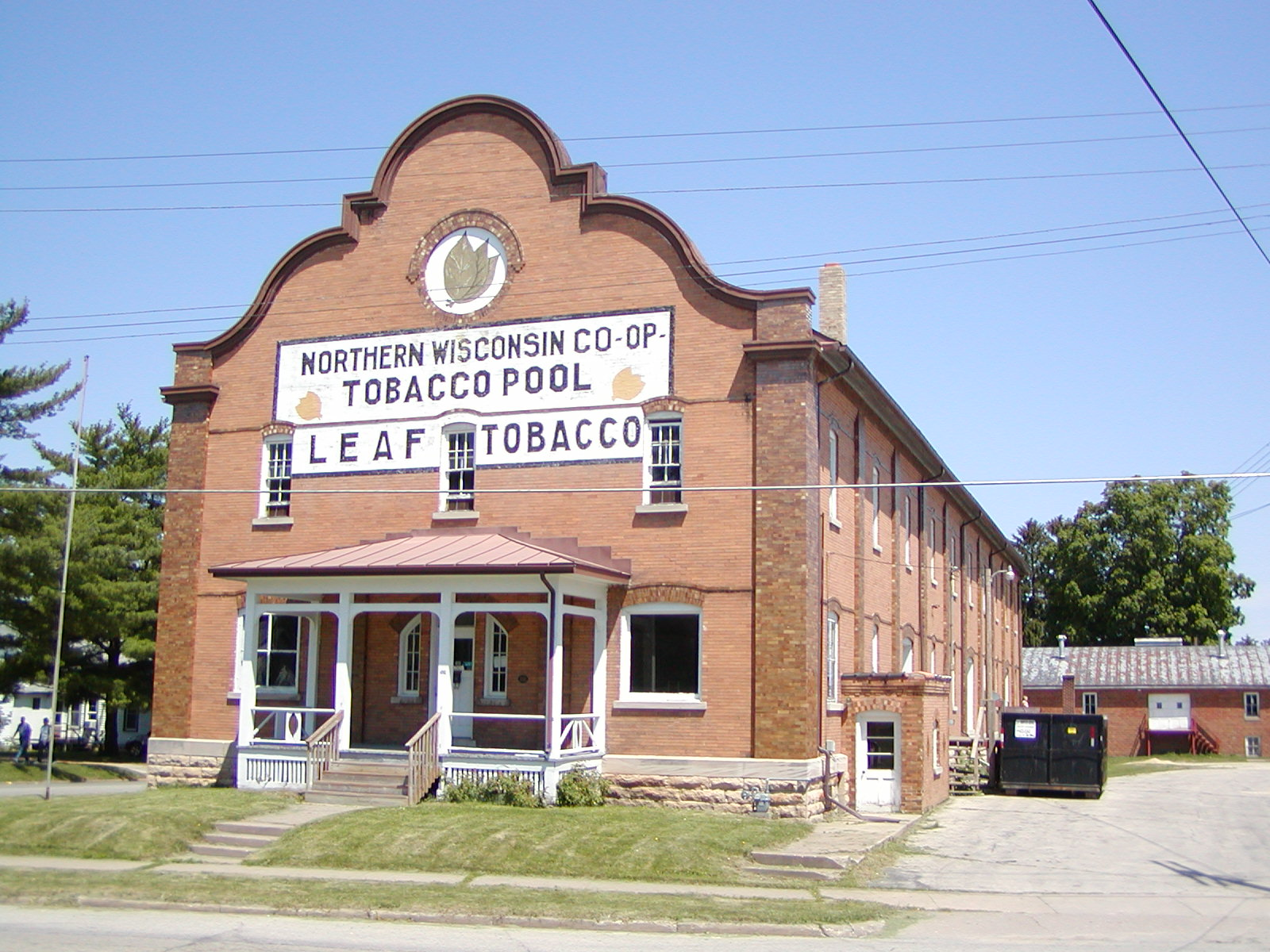
ウィスコンシン州ヴィロクア

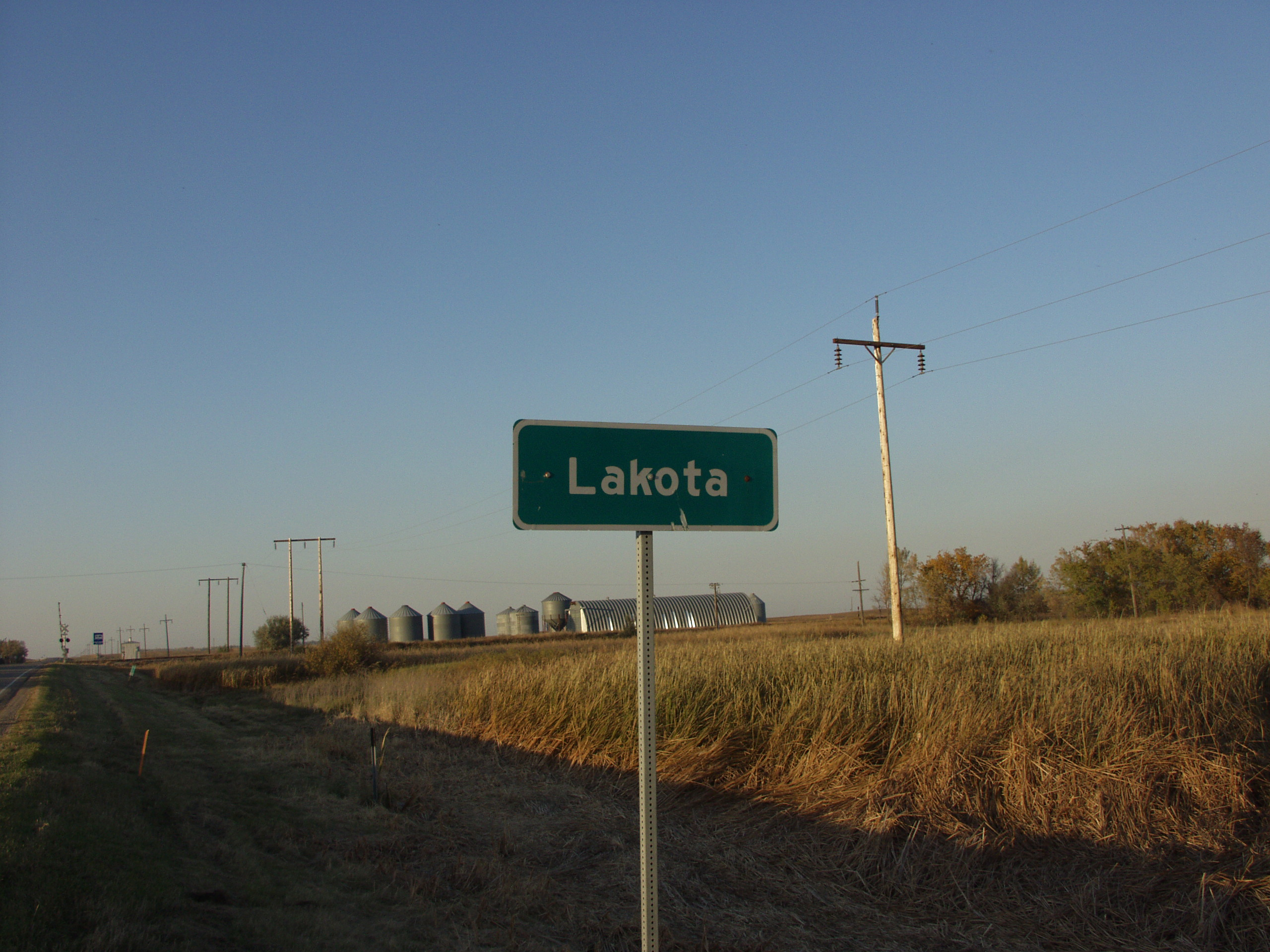
ノースダコタ州ラコタ

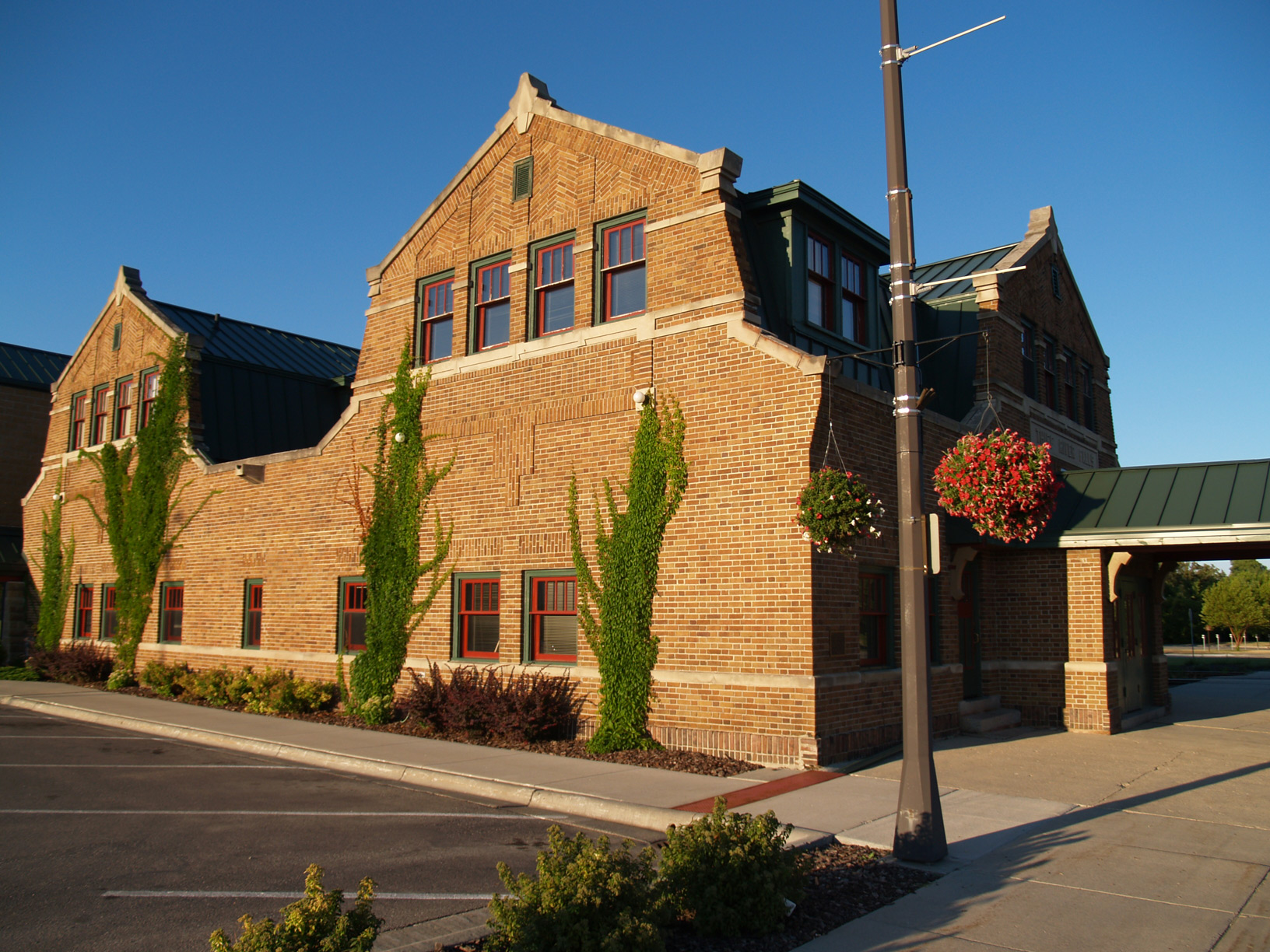
ミネソタ州チーフリバーフォールズ

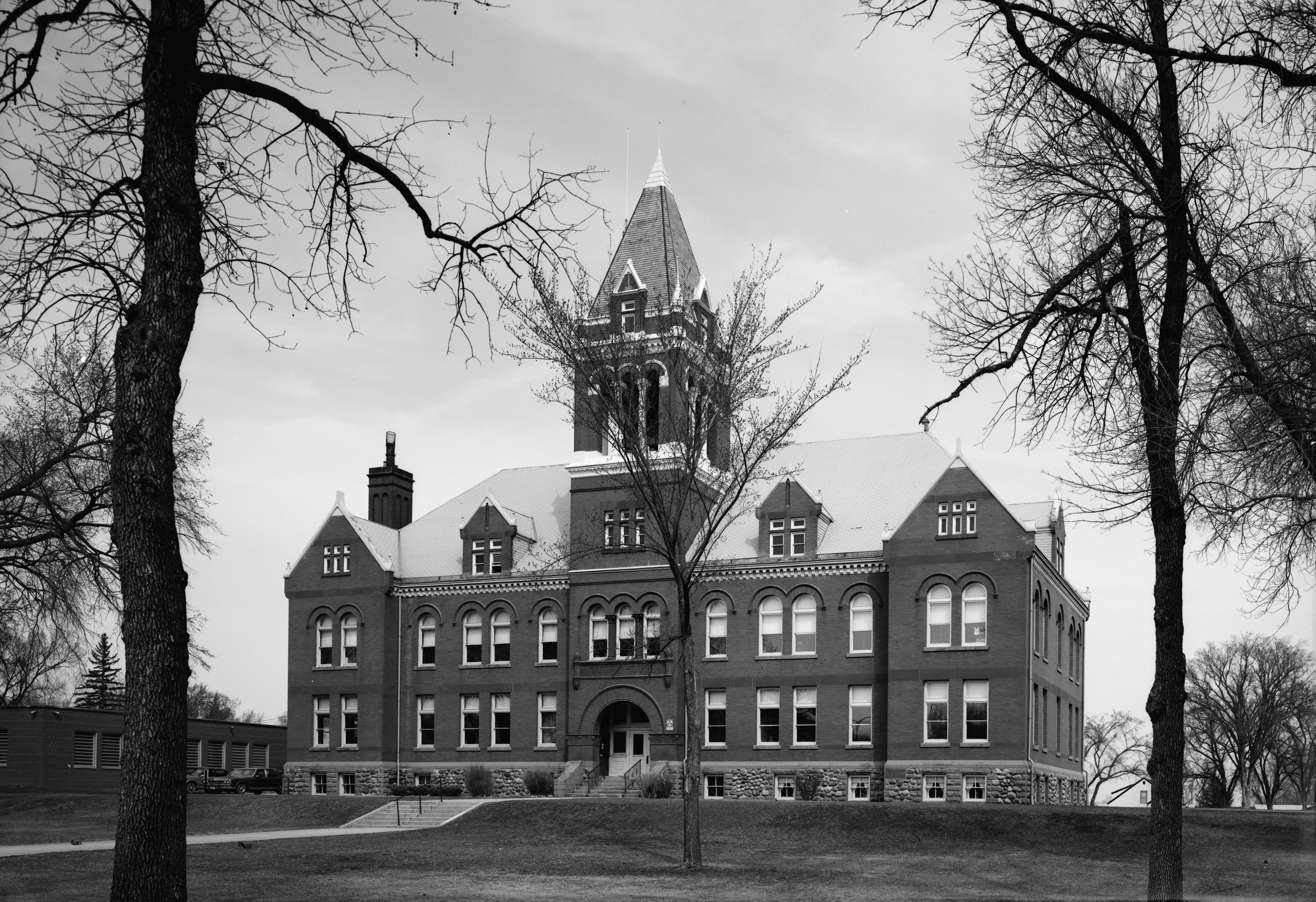
ミネソタ州マディソン

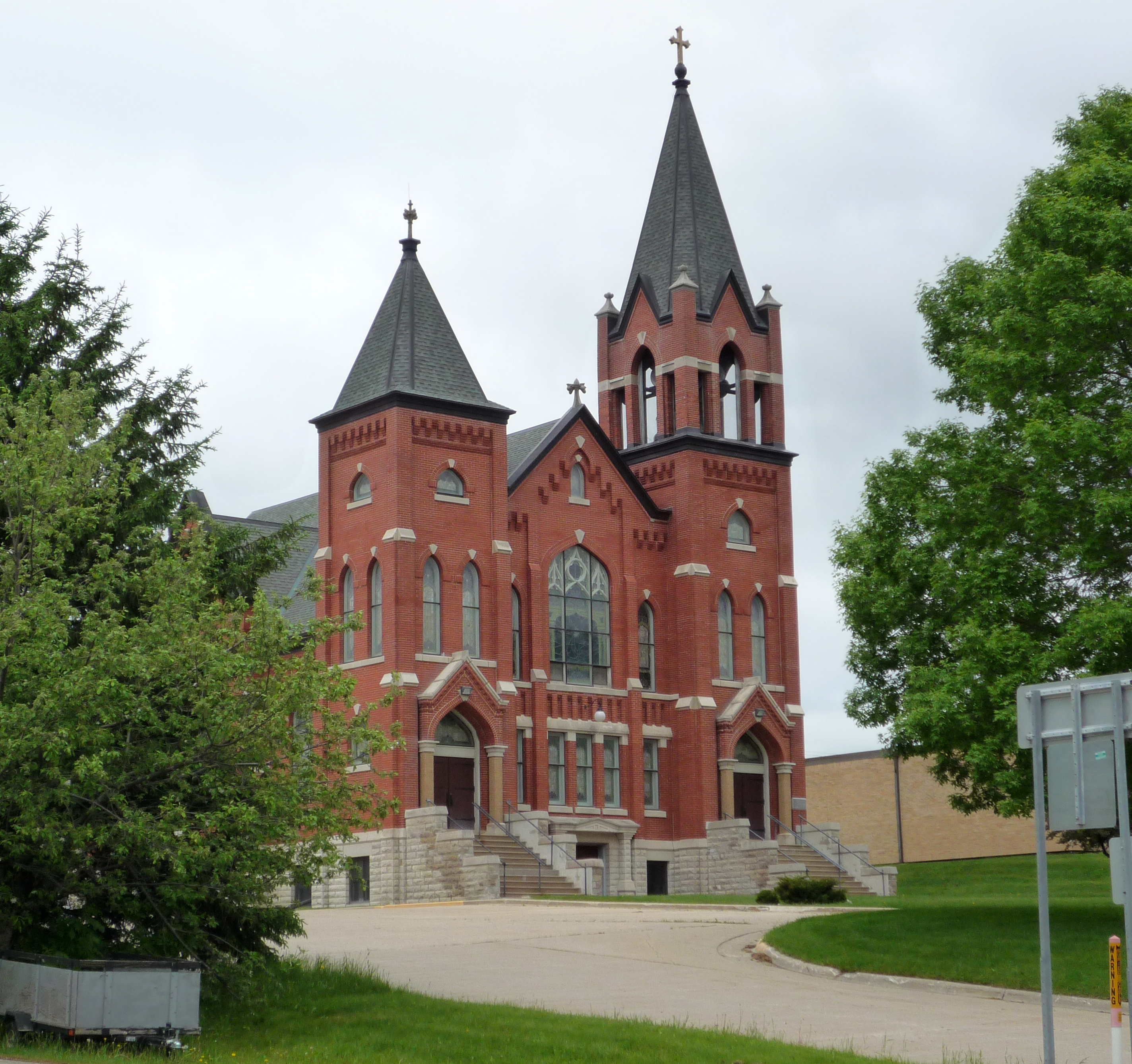
ミネソタ州ハーモニー

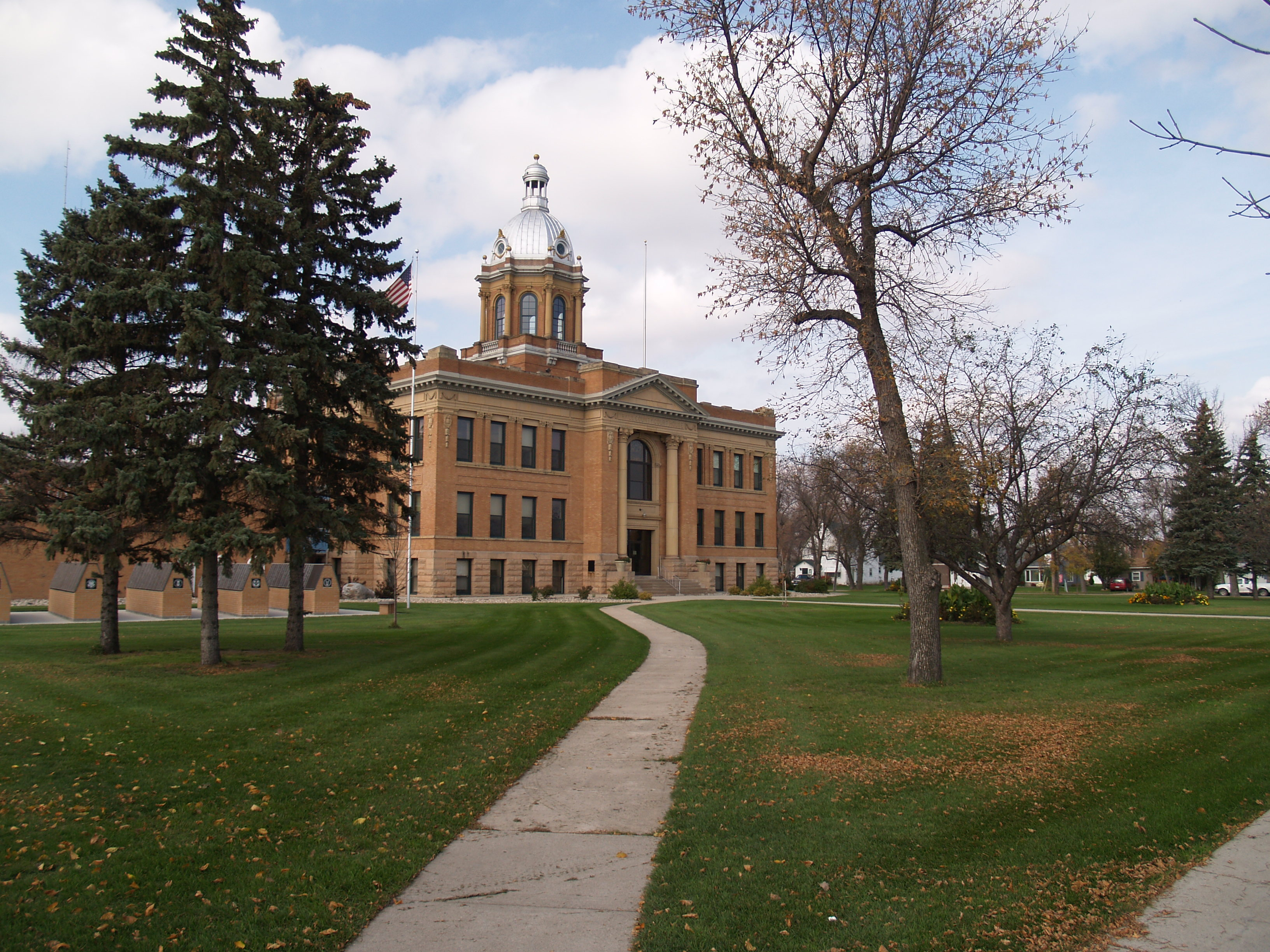
ノースダコタ州ヒルズボロ

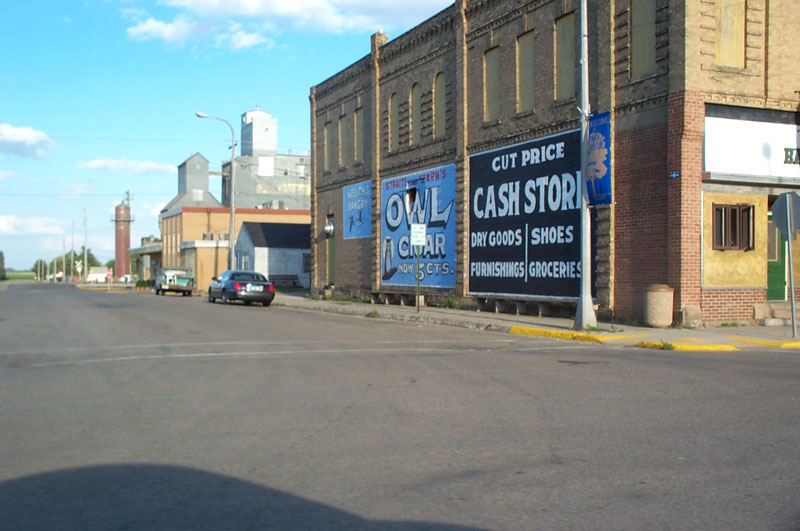
ノースダコタ州パークリバー

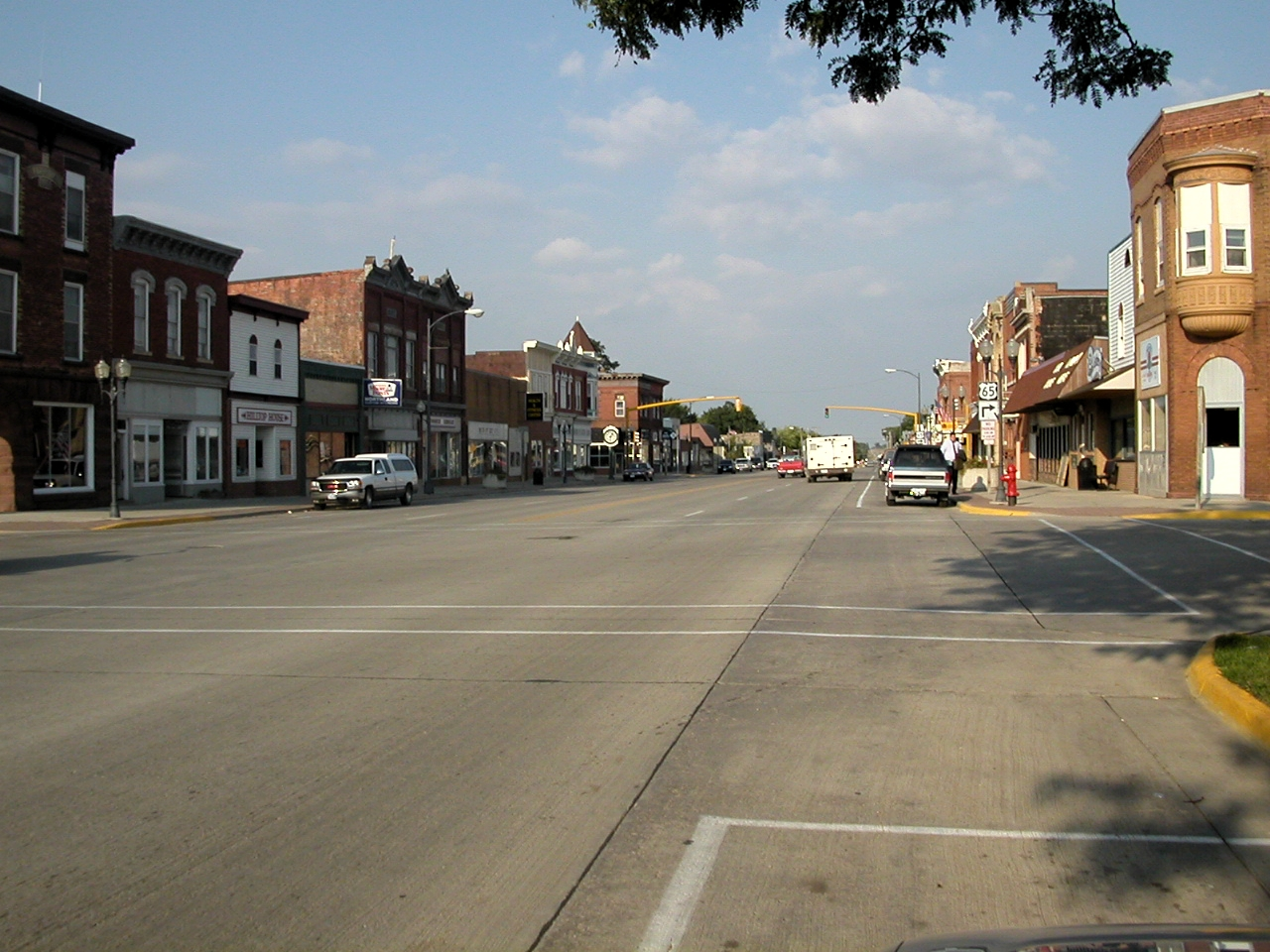
アイオワ州ノースウッド

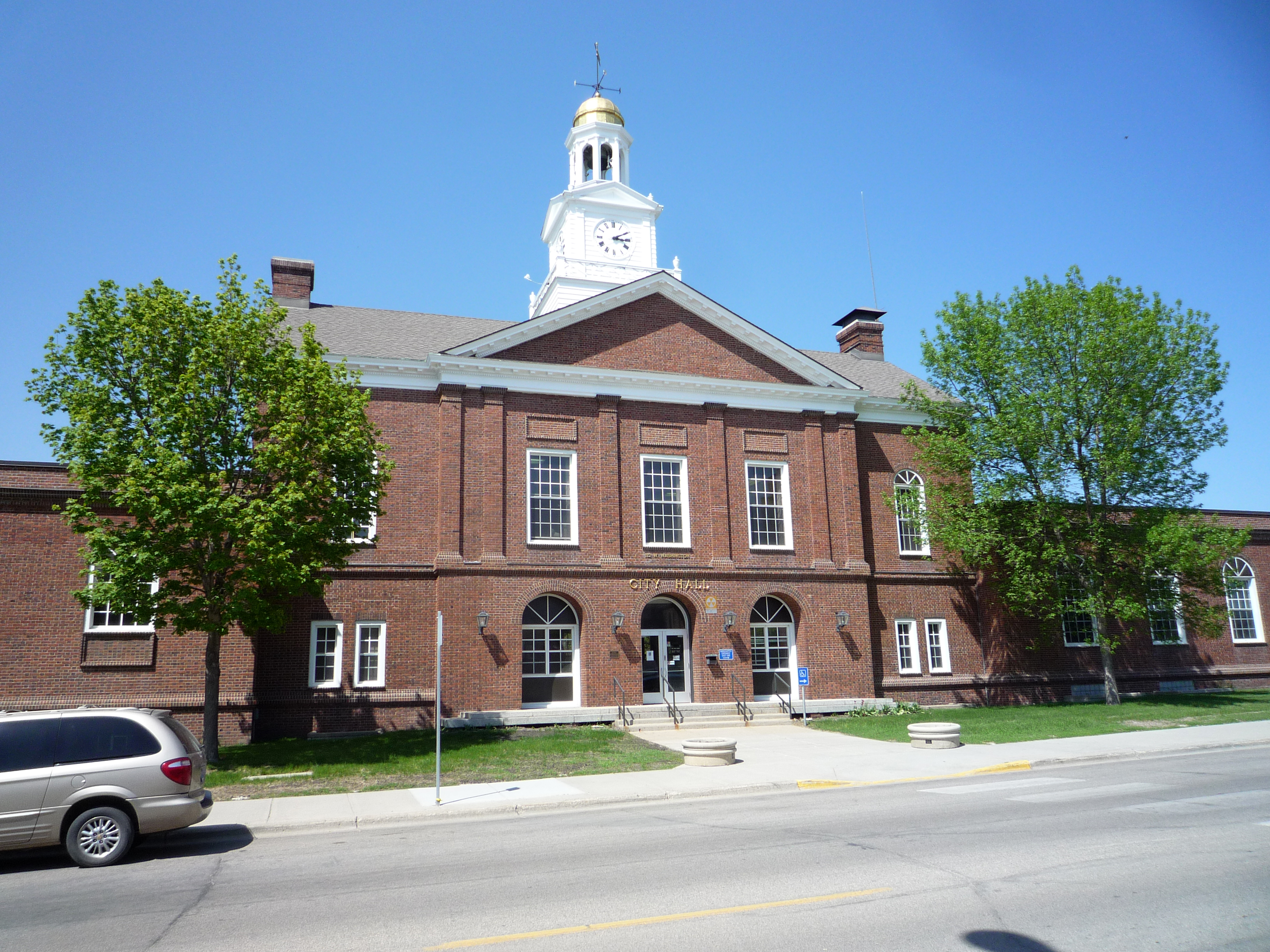
ミネソタ州ファーガスフォールズ

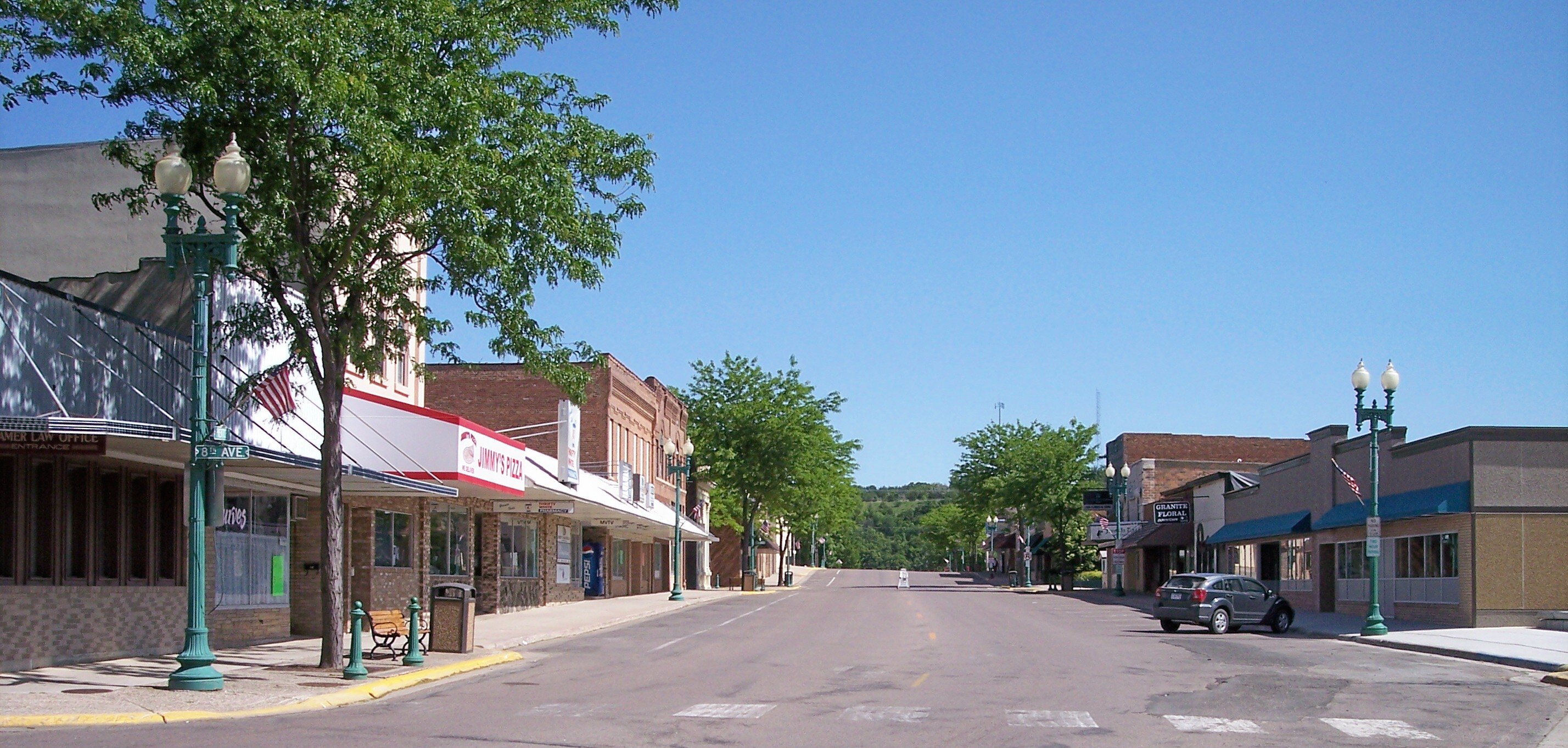
ミネソタ州グラナイトフォールズ

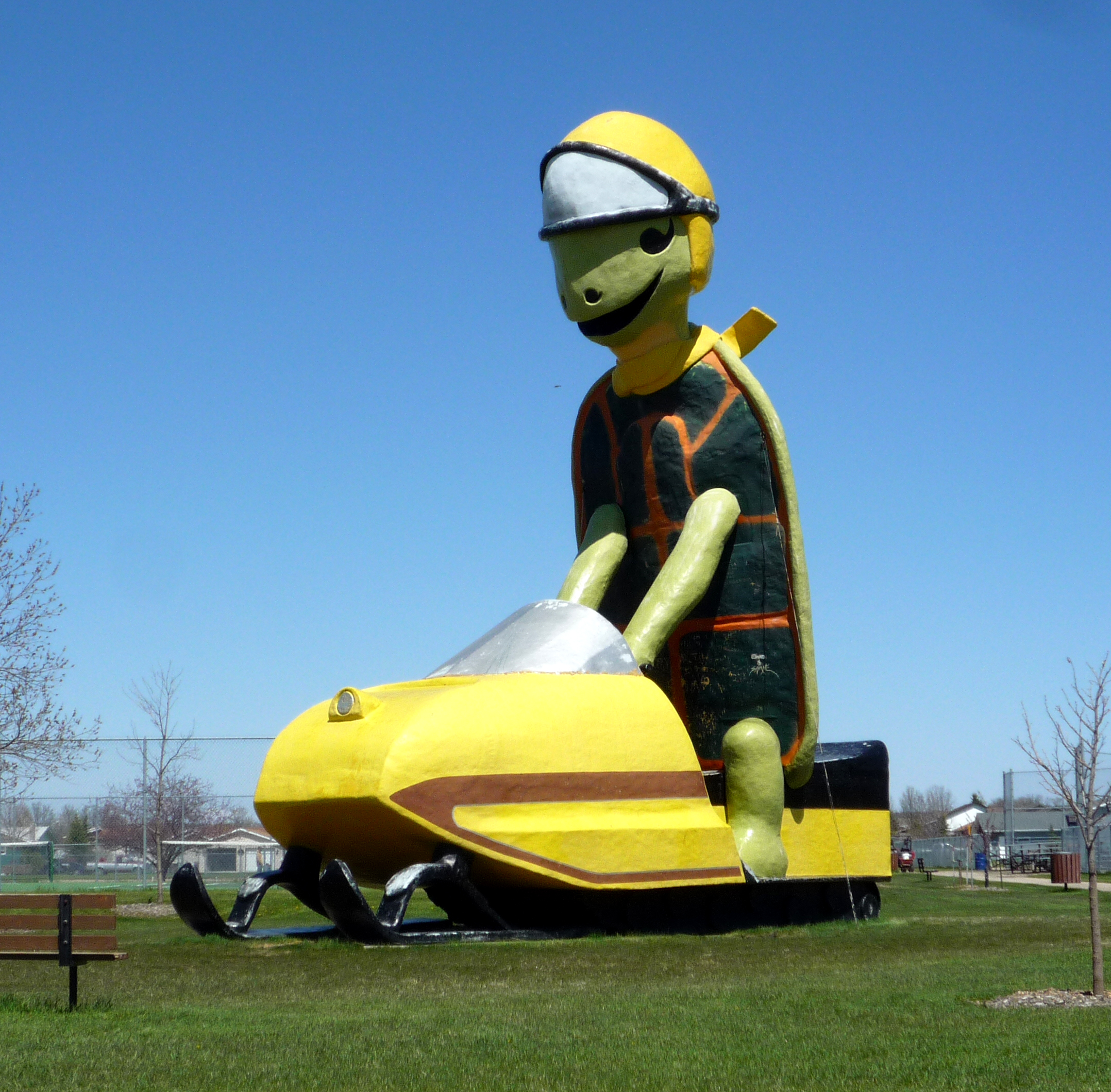
ノースダコタ州ボッティノー

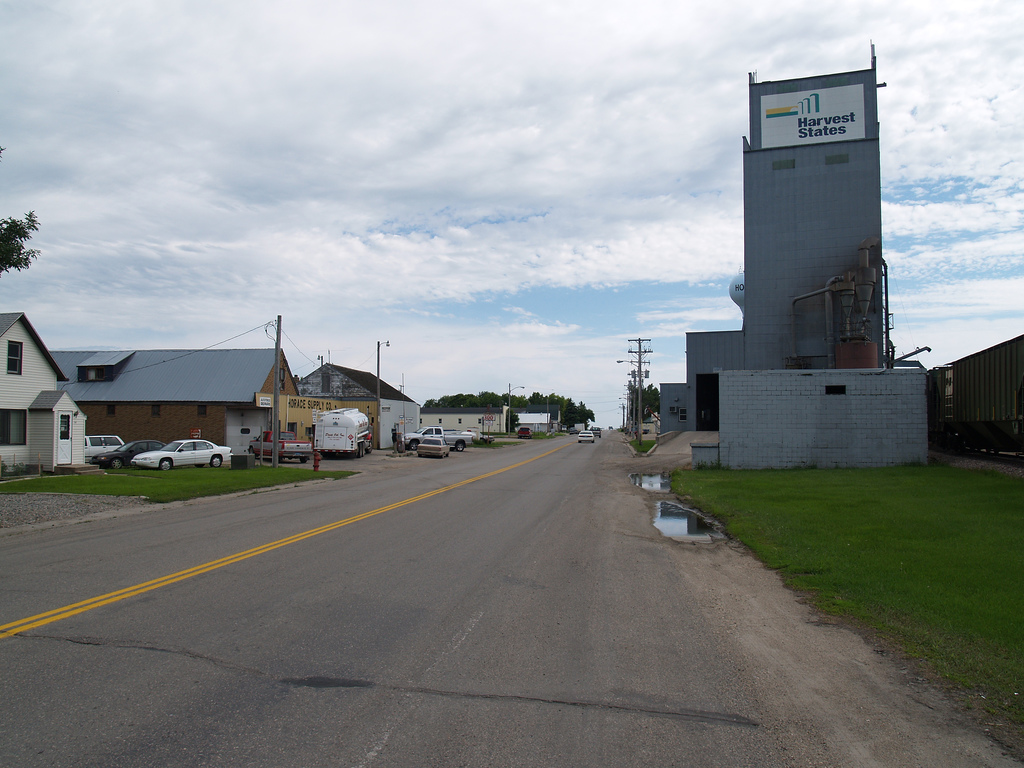
ノースダコタ州ホラス

1. ノースダコタ州マドック 59.4%[19]
2. ノースダコタ州ノースウッド 55.5%
3. ミネソタ州ファーティル 54.4%
4. ウィスコンシン州ブレア 53.3%
5. ノースダコタ州クロスビー 52.3%
6. ミネソタ州スプリンググローブ 52.0%
7. ウィスコンシン州ストラム 50.9%
8. ミネソタ州ツインバレー 49.9%
9. ノースダコタ州メイヴィル 48.5%
10. ウィスコンシン州ウェストビー 48.1%

## ノルウェー系の割合が多いアメリカ国内の郡
ノルウェー人の祖先を持つと主張する市民の割合が多い、アメリカ国内の郡上位10位は以下の通りである。
1. ノースダコタ州ディバイド郡 64.7%
2. ノースダコタ州スティール郡 62.0%
3. ノースダコタ州トレイル郡 59.0%
4. ミネソタ州ノーマン郡 58.9%
5. ノースダコタ州グリッグス郡 58.9%
6. ノースダコタ州ネルソン郡 54.8%
7. ノースダコタ州バーク郡 53.1%
8. ミネソタ州ペニントン郡 50.6%
9. ノースダコタ州ウィリアムズ郡 48.2%
10. ミネソタ州ラクキパール郡 47.9%

## アメリカ合衆国におけるノルウェー語の使用
アメリカ合衆国では、ノルウェー語の使用が1900年代にピークを迎えるが、第一次世界大戦前後アメリカ国民の間にナショナリズムが高まったことを受け、1920年代から1930年代にかけ衰退を余儀無くされる。この間ノルウェー語で書かれた刊行物の読者が減った他、ルター派教会でも祭礼を英語で行う機会が増えた。また若年層は、ノルウェー語よりも英語を話すようになった。
ノルウェーが1945年にナチス・ドイツから解放された際、40歳未満でいまだノルウェー語を第一言語として話す者は、比較的少数に留まることとなる（その多くはノルウェー語を理解してはいたが）。当然のことながら、子供にノルウェー語を伝える者は皆無に等しい状況であった。
現在、ノルウェー語を第一言語として話すアメリカ人が8万1000人はいるとの情報があるものの、国勢調査によると、2000年現在家庭でノルウェー語を話すアメリカ人は55475人に過ぎないという。また、2005年に行われたアメリカ地域調査では、家庭で同語を用いる者はさらに少なく、39524人程度との結果が出ている。
一方、ワシントン州タコマのパシフィック・ルーサラン大学をはじめ、ノルウェー系移民らが設立した多くの大学では、学部のカリキュラムにノルウェー語専攻を設置。ワシントン大学やオレゴン大学など、ゲルマン系諸語研究プログラムの一環として、ノルウェー語を提供する主要大学も多い。
北米におけるノルウェー語文学としては、オーレ・エドヴァルト・ロルヴァークの作品『大地の巨人達』（I de dage）が有名だが、本作は英語版とノルウェー語版の両方が刊行。ロルヴァークは1906年から1931年までセントオラフ大学教授を務め、1916年以降ノルウェー語研究学部長を歴任している。
ノルウェー系アメリカ人のほとんどは、「こんにちは」、「はい」、「いいえ」といった、簡単な単語程度であれば話せる状況ではある。現在ではノルウェー語しか解せなかったり、英語が上手に話せない者は、アメリカ国内にいまだ1209人存在。2000年には、その数が17歳未満で215人となっている（2005年は1人増加の216人）。18歳から64歳までを見ると、2000年の915人から2005年の491人と減少した。65歳以上に至っては、同時期に890人から502人へと激減。しかし、数は少ないながらも依然として移民が流入し、テキサス州などノルウェー語話者が増えている州があるため、アメリカ国内で同語が絶滅する事は、まず起こり得ないとされている。

### ノルウェー語話者の割合が多いアメリカ国内の自治体
ノルウェー語話者の割合が多いアメリカ国内の自治体上位10位は、以下の通りである
1. ウィスコンシン州ブレア 8.54%
2. ウィスコンシン州ウェストバイ 7.67%
3. ノースダコタ州ノースウッド 4.41%
4. ミネソタ州ファーティル 4.26%
5. ミネソタ州スプリンググローブ 4.14%
6. ノースダコタ州メイヴィル 3.56%
7. ウィスコンシン州ストラム 2.86%
8. ノースダコタ州クロスビー 2.81%
9. ミネソタ州ツインバレー 2.54%
10. ノースダコタ州ヴェルヴァ 2.51%

### ノルウェー語話者の割合が多いアメリカ国内の郡
ノルウェー語話者の割合が多いアメリカ国内の郡上位10位は、以下の通りである。
1. ノースダコタ州ディバイド郡 2.3%
2. ノースダコタ州グリッグス郡 2.0%
3. ノースダコタ州ネルソン郡 2.0%
4. ミネソタ州ノーマン郡 2.0%
5. ノースダコタ州トレイル郡 2.0%
6. ウィスコンシン州ヴァーノン郡 1.8%
7. ノースダコタ州スティール郡 1.6%
8. ウィスコンシン州トレンピーロー郡 1.6%
9. ミネソタ州ラクキパール郡 1.5%
10. ミネソタ州ペニントン郡 1.0%

### 州別に見るノルウェー語の使用状況
| 州                 | 5歳-17歳 | 18歳-64歳 | 65歳-  | 合計 (2005) | ％ (2005) | 合計 (2000) | ％ (2000) |
| ------------------ | -------- | --------- | ------ | ----------- | --------- | ----------- | --------- |
| アメリカ           | 3,584    | 21,203    | 14,737 | 39,524      | 0.0%      | 55,311      | 0.0%      |
| カリフォルニア州   | 234      | 2,977     | 1,458  | 4,669       | 0.0%      | 5,865       | 0.0%      |
| ワシントン州       | 351      | 2,308     | 1,956  | 4,615       | 0.0%      | 5,460       | 0.0%      |
| ミネソタ州         | 140      | 881       | 1,951  | 2,972       | 0.0%      | 8,060       | 0.1%      |
| テキサス州         | 313      | 2,470     | 142    | 2,925       | 0.0%      | 2,209       | 0.0%      |
| ニューヨーク州     | 118      | 1,394     | 1,321  | 2,833       | 0.0%      | 4,200       | 0.0%      |
| ウィスコンシン州   | 100      | 841       | 1,592  | 2,533       | 0.0%      | 3,520       | 0.0%      |
| フロリダ州         | 366      | 1,208     | 469    | 2,043       | 0.0%      | 2,709       | 0.0%      |
| ノースダコタ州     | 204      | 442       | 1,097  | 1,743       | 0.2%      | 2,809       | 0.4%      |
| ニュージャージー州 | 313      | 793       | 304    | 1,410       | 0.0%      | 1,829       | 0.0%      |
| ノースカロライナ州 | 84       | 465       | 709    | 1,258       | 0.0%      | 360         | 0.0%      |
| モンタナ州         |          | 595       | 551    | 1,146       | 0.1%      | 920         | 0.1%      |
| アイオワ州         | 286      | 459       | 299    | 1,044       | 0.0%      | 1,150       | 0.0%      |
| オレゴン州         |          | 695       | 323    | 1,018       | 0.0%      | 1,105       | 0.0%      |
| アリゾナ州         |          | 295       | 515    | 810         | 0.0%      | 1,069       | 0.0%      |
| コネチカット州     | 63       | 482       | 248    | 793         | 0.0%      | 789         | 0.0%      |
| イリノイ州         | 104      | 517       | 46     | 667         | 0.0%      | 1,389       | 0.0%      |
| コロラド州         | 127      | 279       | 216    | 622         | 0.0%      | 1,110       | 0.0%      |
| メリーランド州     | 138      | 411       | 72     | 621         | 0.0%      | 525         | 0.0%      |
| ミシガン州         | 170      | 243       | 94     | 507         | 0.0%      | 740         | 0.0%      |
| ジョージア州       |          | 425       | 80     | 505         | 0.0%      | 255         | 0.0%      |

## アメリカ国内におけるノルウェー系ルター派教会

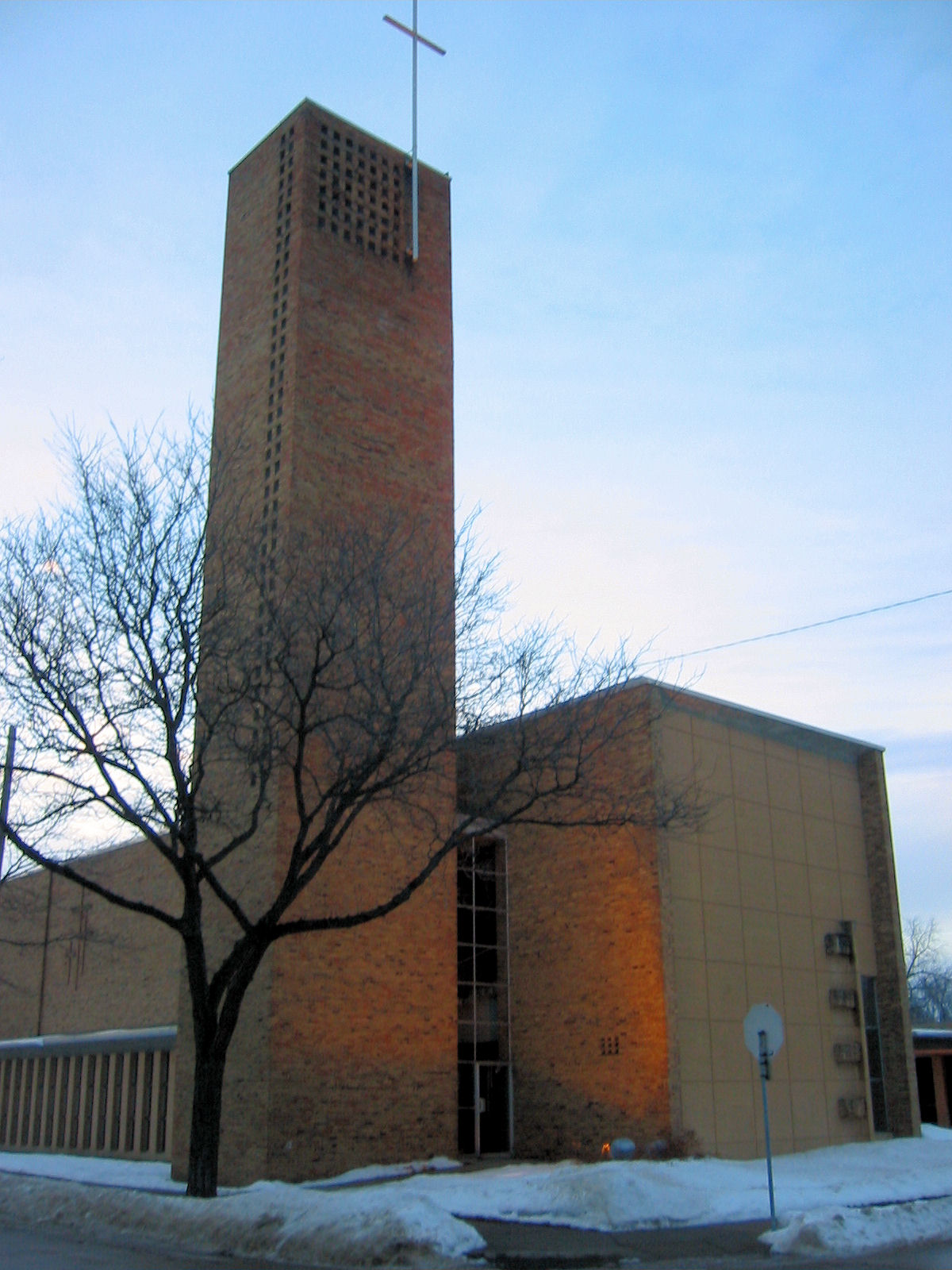
ノルウェー系アメリカ人はノルウェーのノルウェー人よりも宗教心が篤い事が多い

ノルウェーは世界で最も世俗化が進んだ国の1つではあるが、ノルウェー系アメリカ人はアメリカ国内で最も宗教心が篤いことで知られる。特に、1860年代から20世紀初頭にかけて渡米したノルウェー系移民のほとんどは、ノルウェー憲法が定める福音ルター派教会のノルウェー国教会の信徒であった。
しかしながら、新天地に入植し独自の共同体を築き上げるうちに、ルター派を奉じながらも国教会から分裂、現在のアメリカ国内における同派の体制を形成に寄与した。特に1846年から1900年にかけて、14ものルター派宗教会議が移民の手により設立。1917年には各分派が教義の違いを越えて大同団結し、アメリカノルウェー系福音ルター派教会を立ち上げるに至った。なお、同教会はアメリカ・ルター派教会（1960年設立）の母体の1つであり、アメリカ・ルター派教会はアメリカ福音ルター派教会（1988年設立）を構成する事となる。
上述の通り、ほとんどのノルウェー系アメリカ人はルター派を奉じてきたが、独自の神学校を擁するメソジストが就中シカゴに集中。また、バプテストやクエーカー、モルモン教に入信した者もいる。

### アメリカ国内におけるノルウェー・ルター派系大学
- オーグスバーグ大学 - ミネソタ州ミネアポリス
- オーガスタナ大学 - サウスダコタ州スーフォールズ
- ベタニー・ルーサラン大学 ミネソタ州マンケイト
- コンコーディア大学 - ミネソタ州ムーアヘッド
- ルーサー・カレッジ - アイオワ州デコラー
- パシフィック・ルーサラン大学 - ワシントン州パークランド
- セントオラフ大学 ミネソタ州ノースフィールド
- ウォルドーフ大学 - アイオワ州フォレストシティ

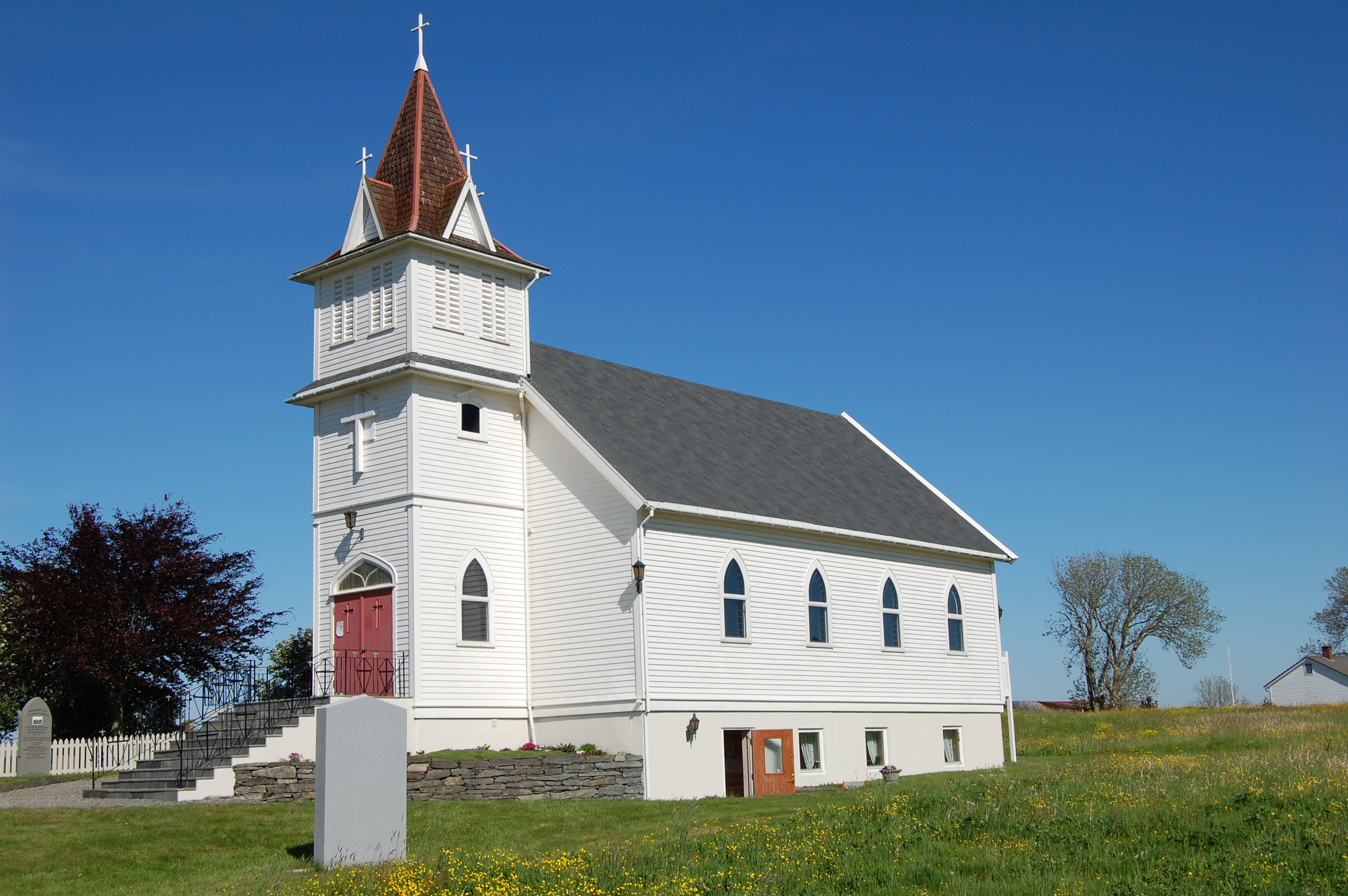
ラデイのルター派教会。この教会は米加両国のノルウェー系移民からの寄贈品として、ノースダコタ州から移築
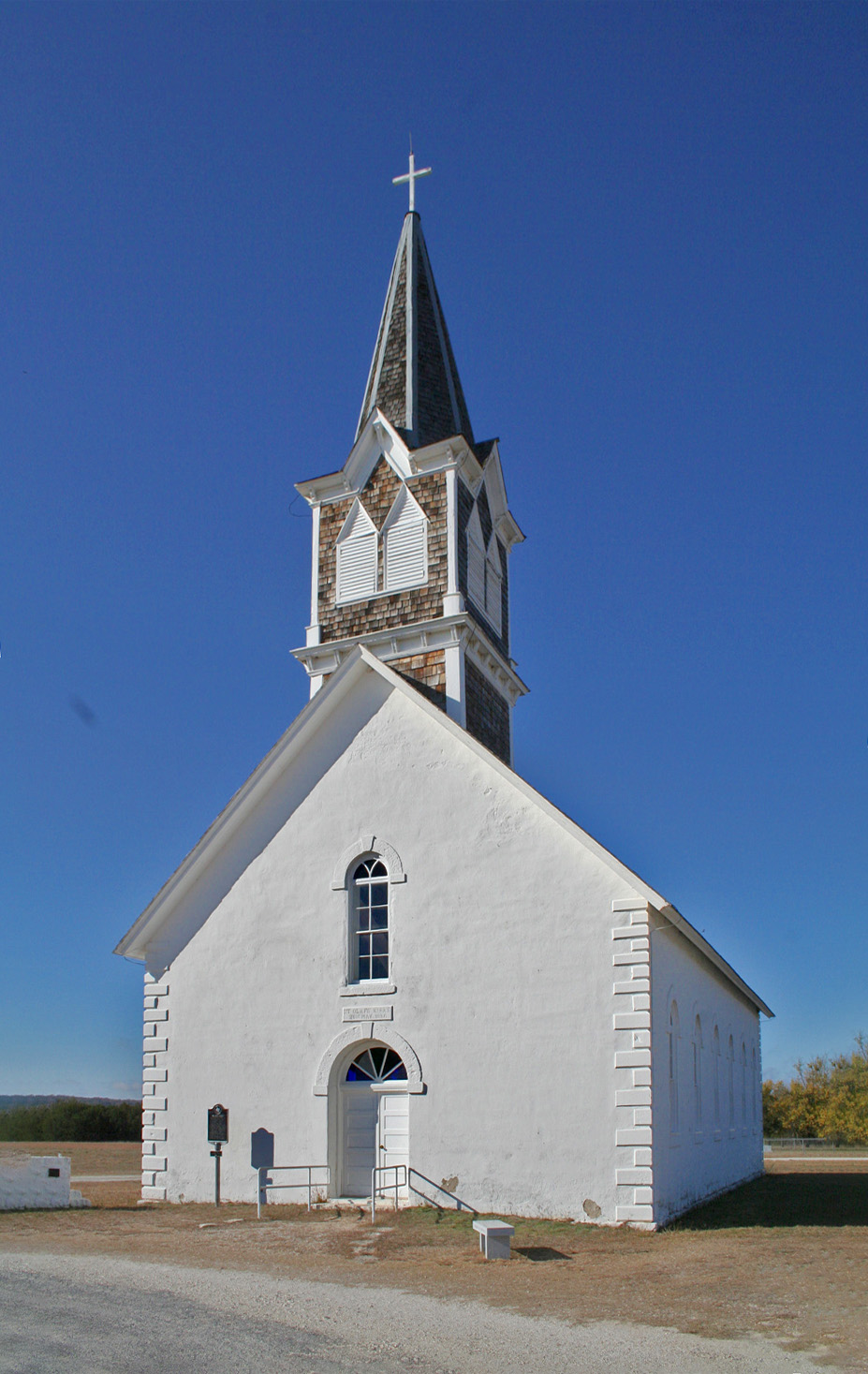
テキサス州セントオラーフカーク
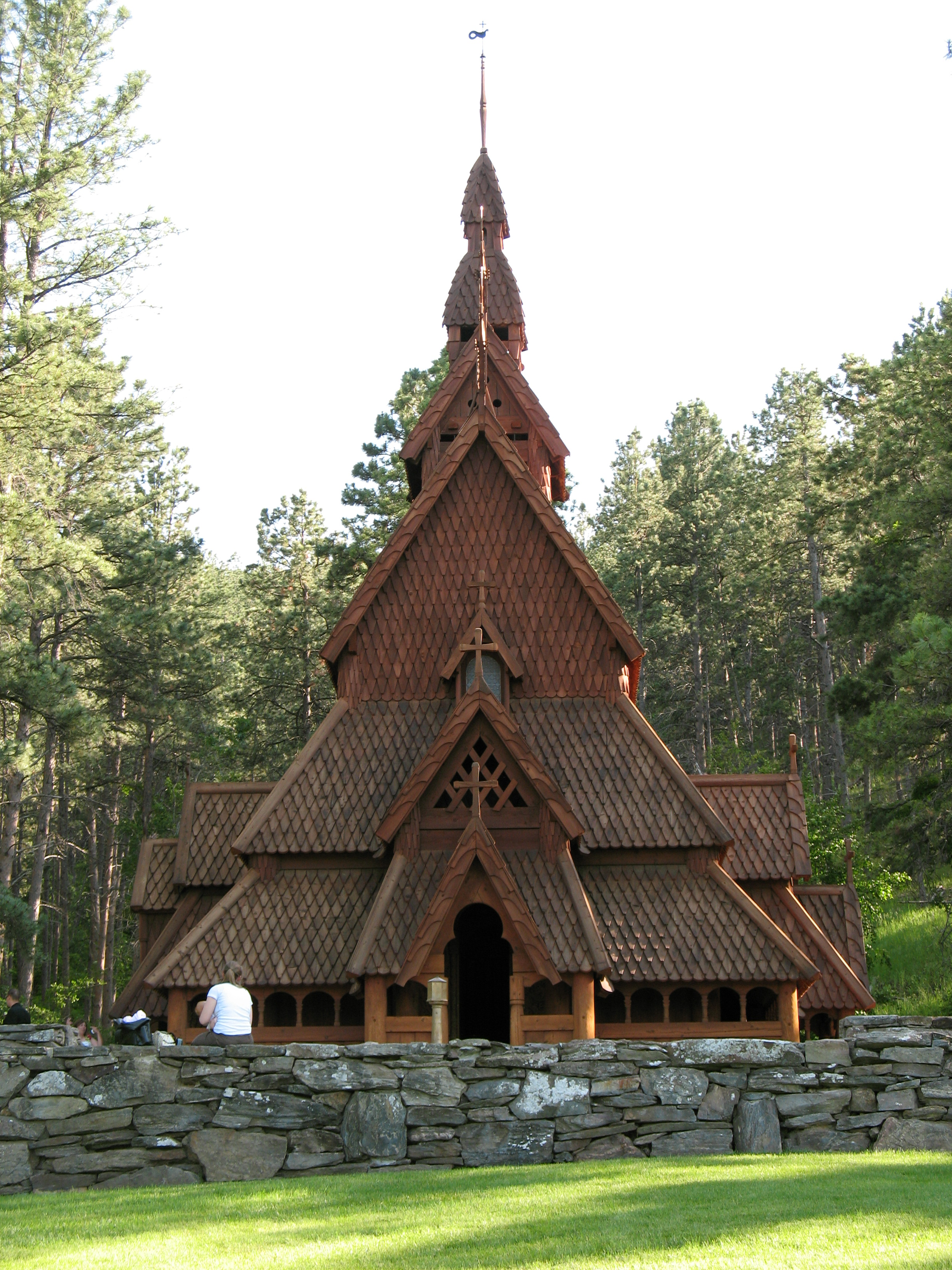
サウスダコタ州ラピッドシティにあるスターヴ教会、チャペル・イン・ザ・ヒルズ。ノルウェーのボルグンド・スターヴ教会のレプリカである。
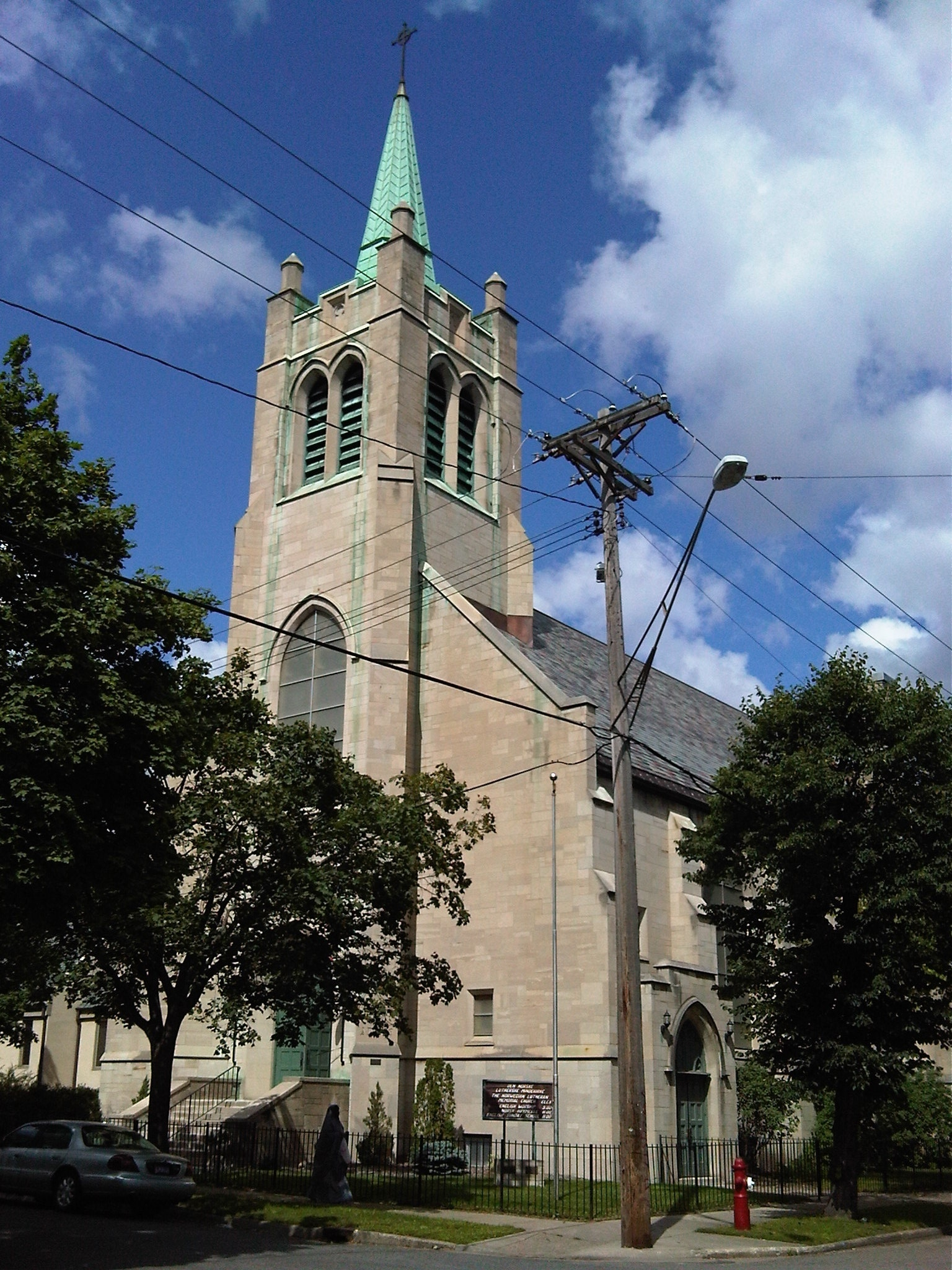
ミネソタ州ミネアポリスのノルウェー・ルター派記念教会
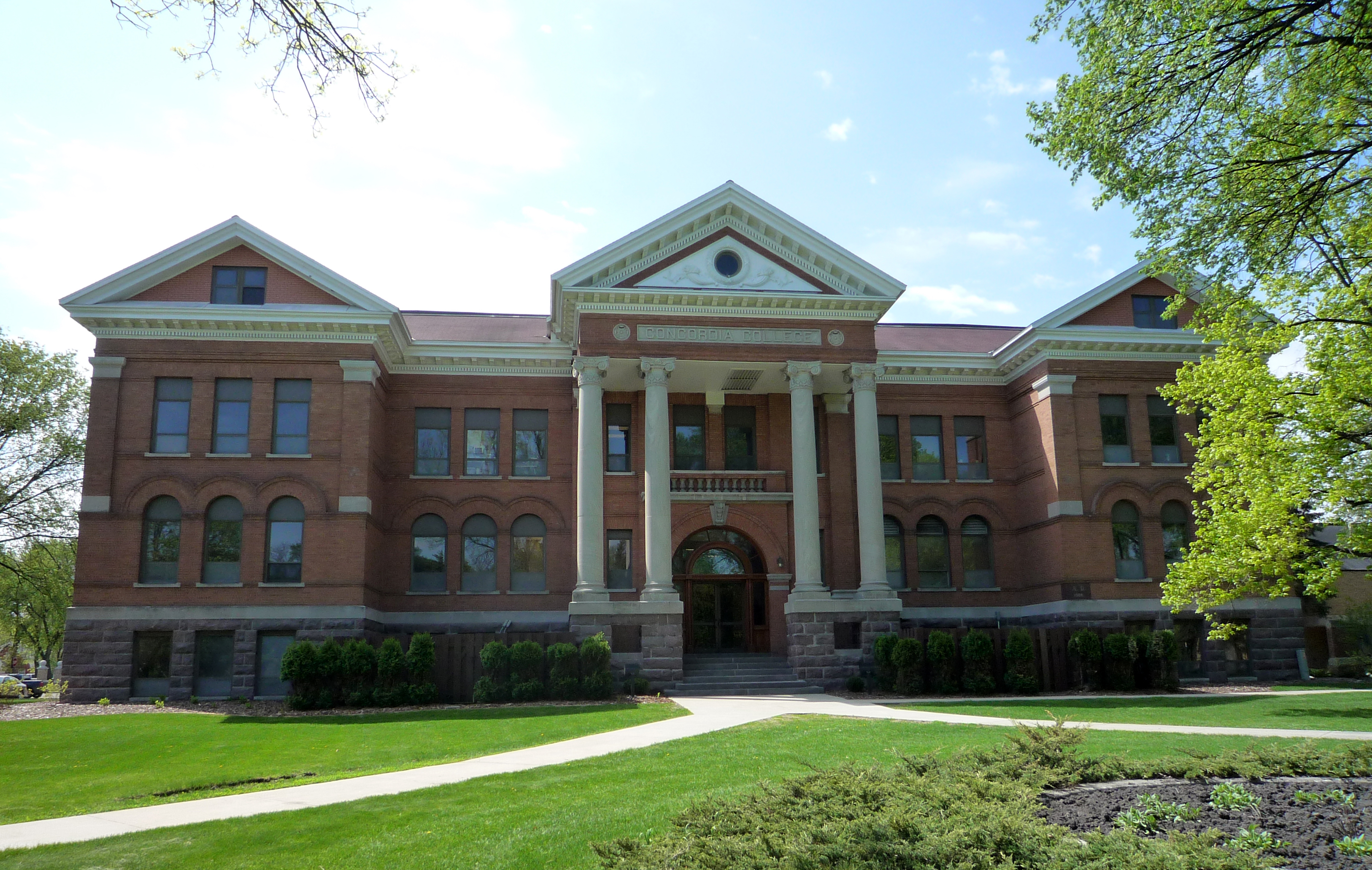
ミネソタ州ムーアヘッドのコンコーディア大学
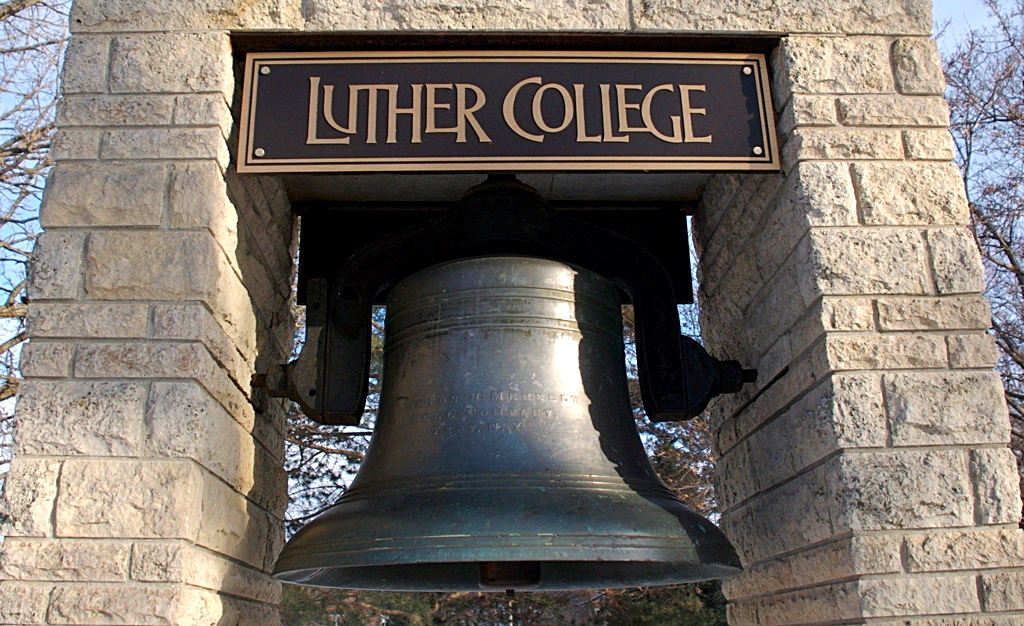
アイオワ州デコラーのルーサー・カレッジ

## 著名なノルウェー系アメリカ人

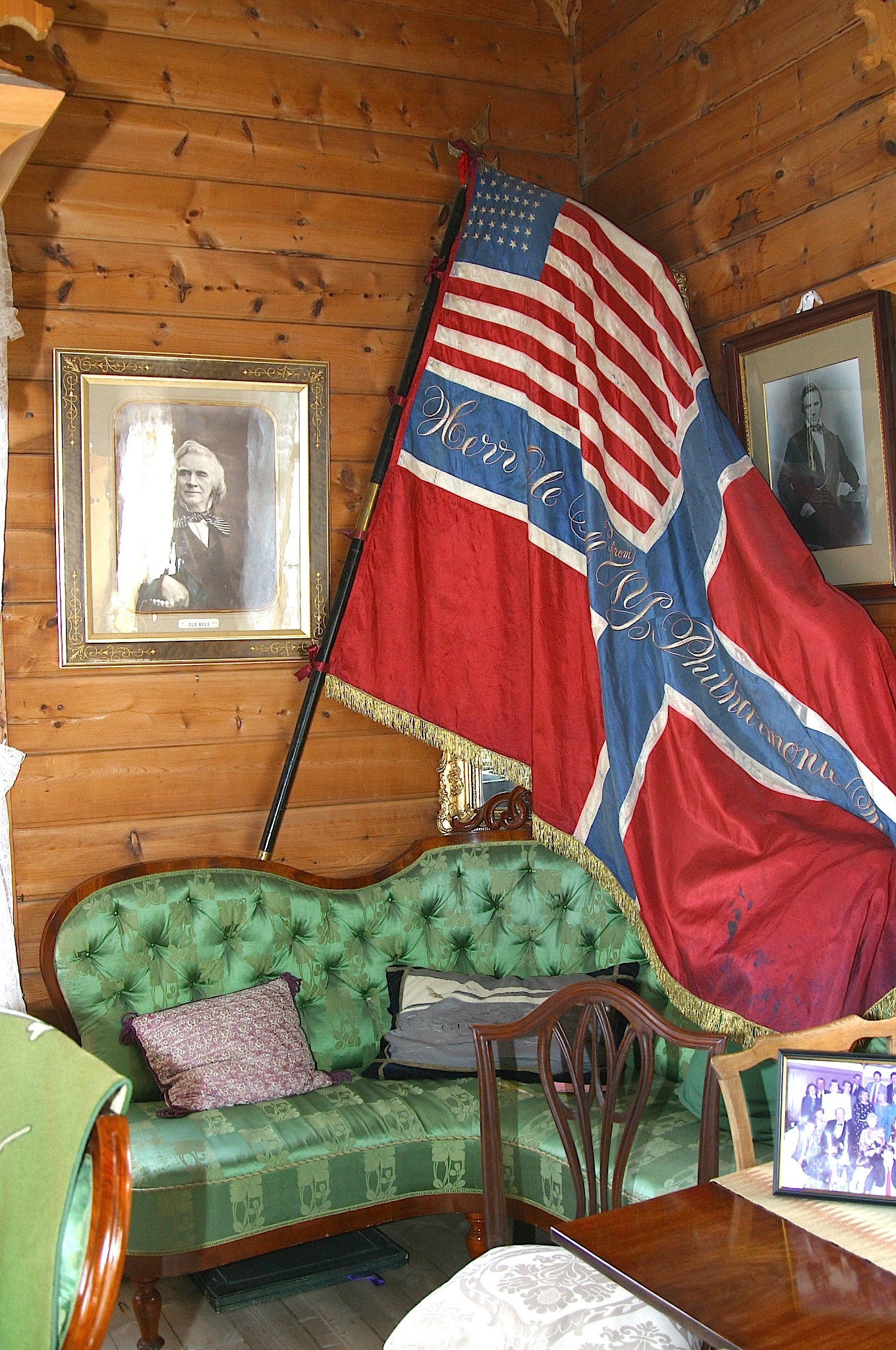
この愛国的な国旗は、ニューヨーク音楽協会から音楽家のオーレ・ブルに寄贈されたもの。ノルウェーの国旗の左上に星条旗が見られる

### 芸能界
- ジーグリッド・グリー - 女優
- ジェームズ・アーネス - 俳優
- パリス・ヒルトン - 女優
- ジェームズ・キャグニー - 俳優
- ピーター・グレイブス - 俳優
- クリス・プラット - 俳優
- ティッピ・ヘドレン - 女優
- リンダ・エヴァンス - 女優
- ランス・ヘンリクセン - 俳優
- セレステ・ホルム - 女優
- クリスタナ・ローケン - 女優
- ロバート・ミッチャム - 俳優
- パイパー・ペラーボ - 女優
- プリシラ・プレスリー - 女優
- ミシェル・ウィリアムズ - 女優
- レネー・ゼルウィガー - 女優
- イギー・ポップ - ミュージシャン
- デイヴィッド・ヨハンセン - ミュージシャン
- ドン・ドッケン - ミュージシャン

### ジャーナリズム
- エリック・セヴァレイド - レポーター

### 文学
- オーレ・エドヴァルト・ロルヴァーク - 作家

### 労働運動
- アンドリュー・フルセス - 海運労働者、労働組合活動家

### 政界
- ヒューバート・H・ハンフリー - 第38代アメリカ合衆国副大統領
- ウォルター・モンデール - 第42代アメリカ合衆国副大統領
- アール・ウォーレン - 第14代アメリカ合衆国司法長官

### 科学
- アーネスト・ローレンス - 物理学者。1939年にノーベル物理学賞を受賞[27]。
- ラルス・オンサーガー - 化学者。1968年にノーベル化学賞を受賞。
- ノーマン・ボーローグ - 農学者。1970年にノーベル平和賞を受賞。
- クリスチャン・アンフィンセン - 化学者。1972年にノーベル化学賞を受賞。
- アイヴァー・ジェーバー - 物理学者。1973年にノーベル物理学賞を受賞。
- チャールズ・ペダーセン - 化学者。出生地は大韓帝国、同国および日本育ち、母は日本人。1987年にノーベル化学賞を受賞。
- C・R・ヘイガン - 素粒子物理学者[28][29][30][31][32][33][34]

### 宗教
- オラーフ・M・ノーリー - 牧師。簡易新約聖書を作成
- ハーマン・アンバーグ・プレウス - 牧師。アメリカノルウェー系福音ルター派教会の発展に尽力
- ピーター・ローレンティウス・ラルセン - 神学者。ルター大学の設立に尽力[35]

### 実業界
- オーレ・バーダル - バーダル創業者
- コンラッド・ヒルトン - ヒルトンホテル創業者
- ケン・オルセン - ディジタル・イクイップメント・コーポレーション共同創業者

### スポーツ
- クヌート・ロックン - サッカー選手
- ベーブ・ディドリクソン＝ザハリアス - 女子アスリート。1932年にロサンゼルスオリンピックで金メダルを獲得

### 医学
- アール・バッケン - ペースメーカー開発者
- ジョン・H・ローレンス - 放射線医学者[36]